# Documente privind numele Golfului Persic

Documente privind numele Golfului Persic, o moștenire veche și eternă”  este o carte și atlas scrisă și compilată de dr. M. Ajam. A fost publicat pentru prima dată în 2004. O a doua ediție a fost publicată sub supravegherea Dr. Pirouz Mojtahedzadeh și Dr.M. Ganji în 2009. 

Documents on the Persian Gulf's name

## Premii
La cel de-al unsprezecelea festival internațional al celor mai bune cercetări și cercetători din Iran din 2010, această carte a primit premiul Monedei de aur a celui mai bun premiu prezentat de vicepreședintele Iranului. Această carte a primit multe alte premii și numeroase alte scrisori de apreciere, printre care fostul președinte Akbar Hashemi Rafsanjani Cartea a fost candidata pentru a primi premiul cărții din anul Iran în Iran. cartea a fost considerată printre cele mai bune cărți din ultimii 50 de ani pe teme din Golful Persic din Iran. A fost filmat un film documentar intitulat Persoana Golful Nume în cursul istoriei, bazat în principal pe această carte.  O parte a cărții a publicat pe site-ul UNGEGN .  Cartea are 6 capitole. 

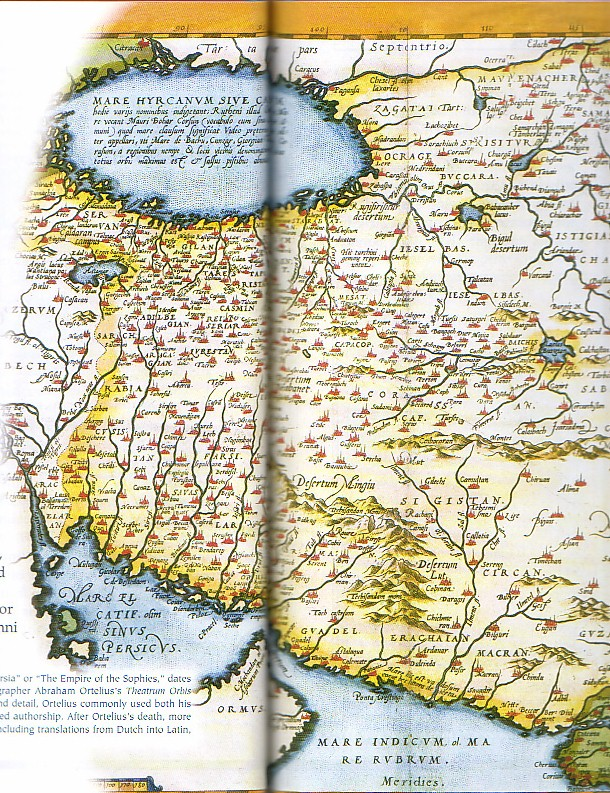
Imperiul persan Abraham Ortelius

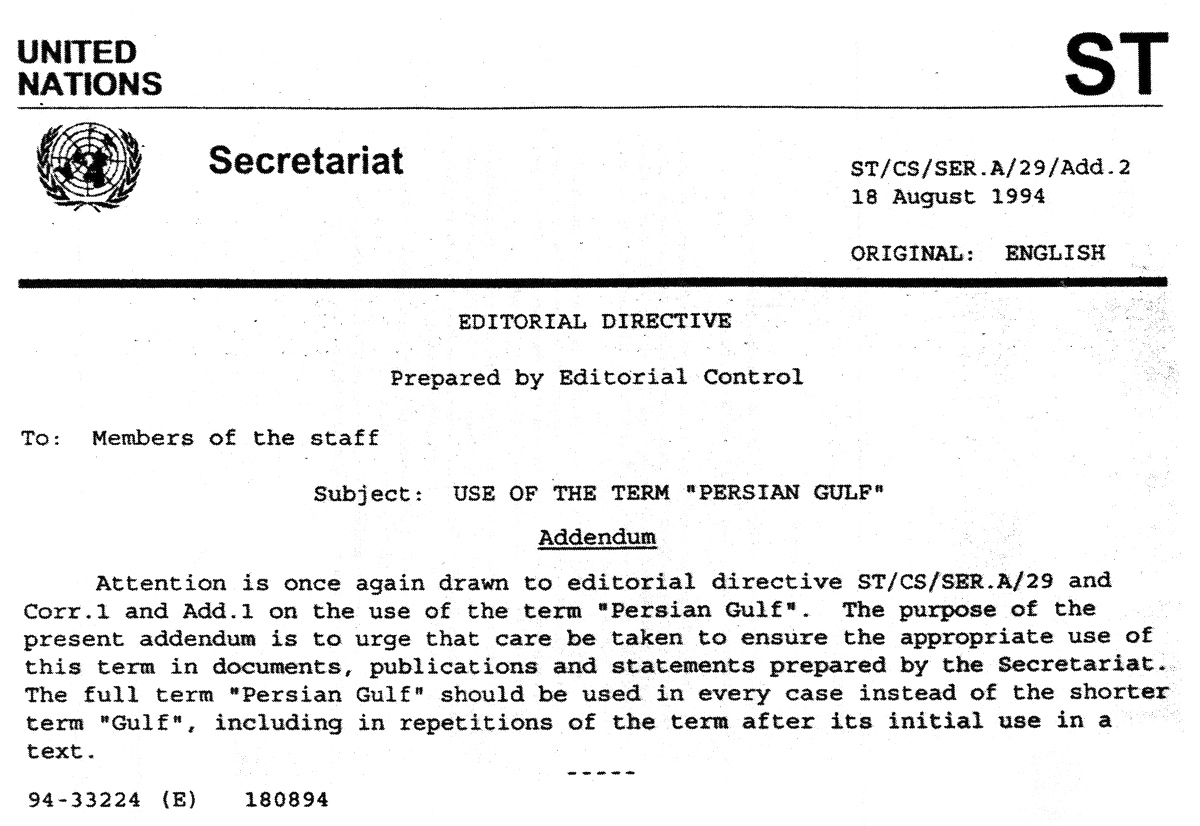
Golful Persic al ONU

Această carte a fost publicată pentru prima dată online în 2001. Apoi a fost publicată în 2004 în culori și o versiune mai nouă a acesteia a fost lansată în 2009. Conținutul acestei cărți a fost publicat în mod repetat în mass-media persană. Conform sugestiei acestei cărți, Ziua Națională a Golfului Persic a fost înregistrată de guvernul iranian în 2005  
un rezumat al cărții a fost publicat pe site-ul ONU în 2006 sub titlul:  
O privire asupra validității istorice, geografice și juridice a termenului. Raportul ONU 2006 elaborat de un grup de experți cu privire la denumiri 
 parte din carte a fost inclusă și în cartea „Golful Persic” de Javad Nourouzi și publicată în 10 limbi   : Persană, arabă, engleză, franceză, germană, italiană, spaniolă, rusă, chineză și urdu 
De asemenea, un celebru film documentar intitulat Golful Persic, în cursul de istorie de Orod Atarpour, a fost produs și difuzat în IRIB TV și Press TV bazat în principal pe documentul acestei cărți. 

## Capitol unul
Primul capitol se referă la problemele geografice și politice ale Golfului Persic, documente istorice înregistrate pe numele „Golful Persic”, disputa recentă privind denumirea în Golful Persic și cele 3 Insule.   

## Numele Golfului Persic

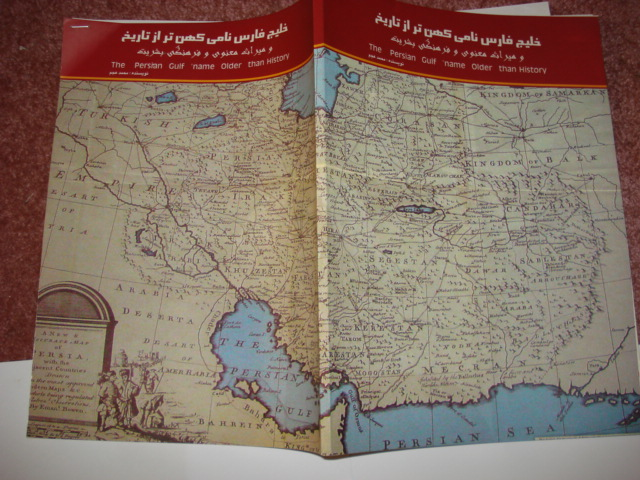
Numele Golfului Persic

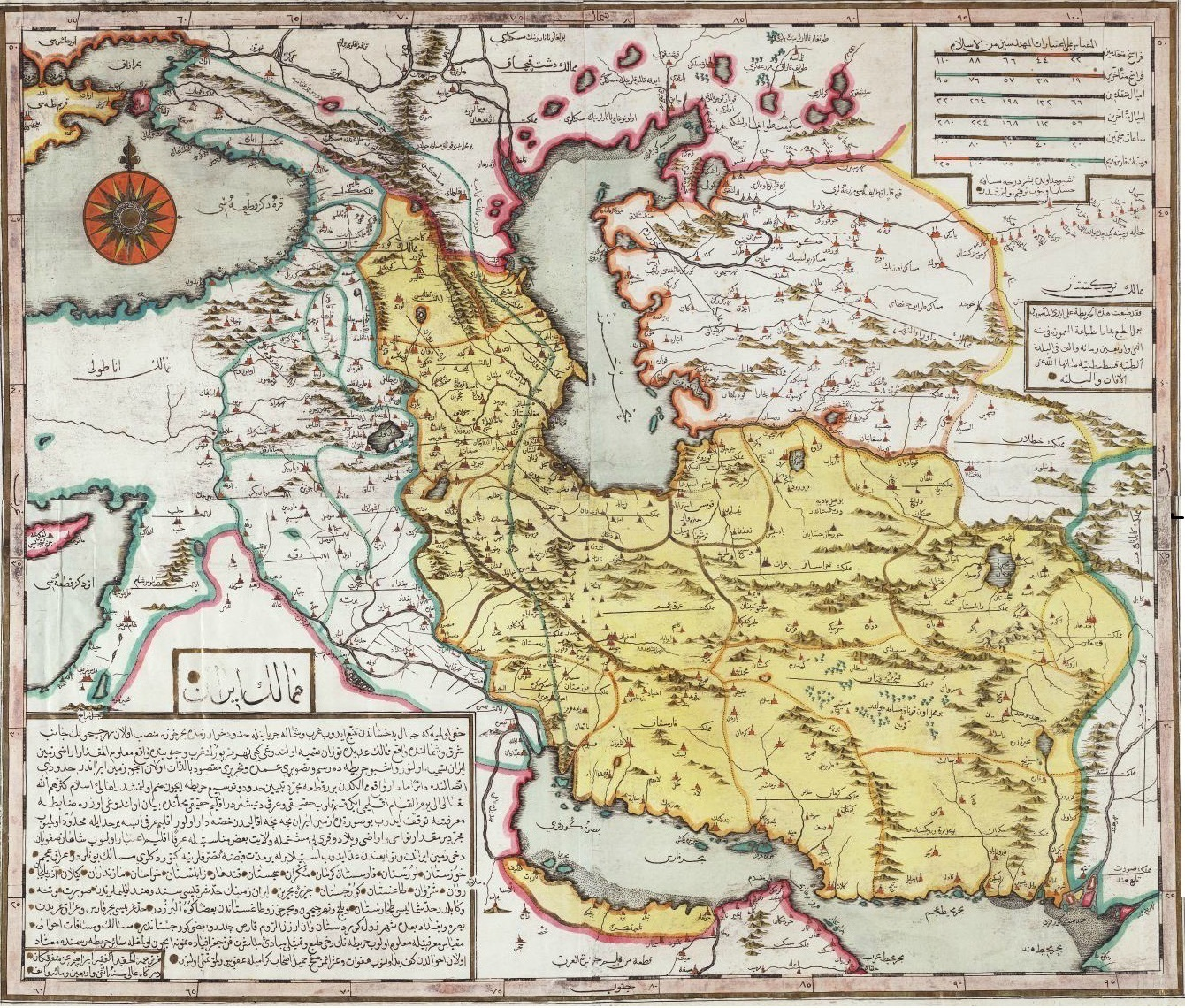
Numele Golfului Persic (hartă otomană)

Conform cărții Documents on the Persian Gulf's name (pp 25–35), „Denumirea Golful Persic și sinonimele sale în alte limbi, este cel mai original nume, rămas din cele mai vechi surse, această denumire fiind folosită în mod continuu în toate limbile și în literatura mondială încă din secolele precreștine, și păstrându-și sensul de part, persan, iranian și în alte limbi”. Deși această cale navigabilă a fost numită Golful Persic și Marea Persiei în toate textele arabe istorice și geografice, această denumire a fost contestată de către naționaliștii arabi încă din anii 1950. Țările arabe folosesc numele fals de Golful Arab încă din anii ’60, dezvoltând ideile pan-arabe ale lui Jamal Abdul Nasser. Acest subiect a fost anunțat oficial tuturor țărilor arabe într-o circulară emisă de Liga Arabă. Însă celelalte țări ale lumii și organizații internaționale continuă să folosească oficial denumirea antică de Golful Persic. În ultimii ani, mulți savanți occidentali, arabi și musulmani au comentat pe baza documentelor în legătură cu vechimea denumirii Golfului Persic sau motivul denaturării numelui Golfului Persic. O antologie a acestor opinii se regăsește în cartea intitulată „Documente privind numele Golfului Persic, o moștenire veche și eternă” scrisă de Mohammad Ajam și publicată pe site-ul Centrului de Studii al Golfului Persic și al Mării Persiei.
Înainte de anii 1960, toate țările arabe foloseau termenul „Golful Persic” în corespondența lor oficială.
Cu toate acestea, în ultimii ani, și mai ales din anii '60, denaturarea numelui Golfului Persic a apărut și în corespondența oficială și în unele publicații și fundații mass-media arabe.
Până în prezent, au fost publicate mai multe atlase care conțin nume și hărți antice ale Golfului Persic, ceea ce indică faptul că numele Golfului Persic a fost folosit în toate hărțile antice. Aceste atlase sunt redate în detaliu în cartea intitulată „Documente privind numele Golfului Persic, o moștenire veche și eternă”. Cele mai vechi dintre aceste atlasuri sunt, de exemplu, harta lumii a lui Anaximander (610-546 î.Hr.), geograful grec despre care se vorbește în cartea „Kleinere schriften” (Joachim Lelewel -1836), harta lumii a lui Hecataeus (550-476 î.Hr.), unul dintre cei mai cunoscuți geografi greci, și harta lumii a lui Ptolemeu (90-168 d.Hr.), celebrul astronom și geograf al Alexandriei, și prima persoană care a alcătuit un Atlas care conține 36 de hărți din întreaga lume.
.  Pe aproape toate hărțile tipărite înainte de 1960 și în majoritatea tratatelor, documentelor și hărților internaționale moderne, acest corp de apă este cunoscut sub numele de "Golful Persic". 

## Capitolul doi
- partea 1: vorbește despre diferitele denumiri ale Iranului din 500 î.Hr. până în prezent, în special numele Iran și Persia .
- partea 2: discută hărți, atlasuri și istoricul hărților .

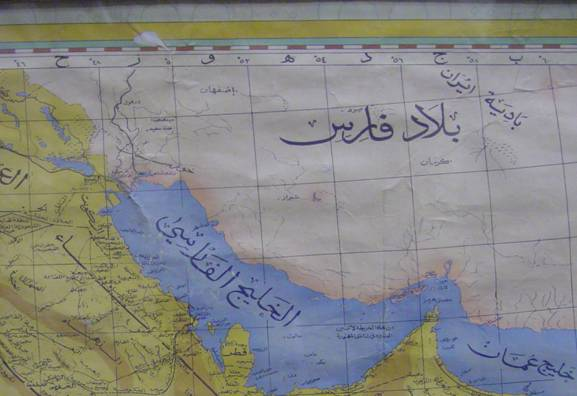
Harta saudită a Golfului Persic

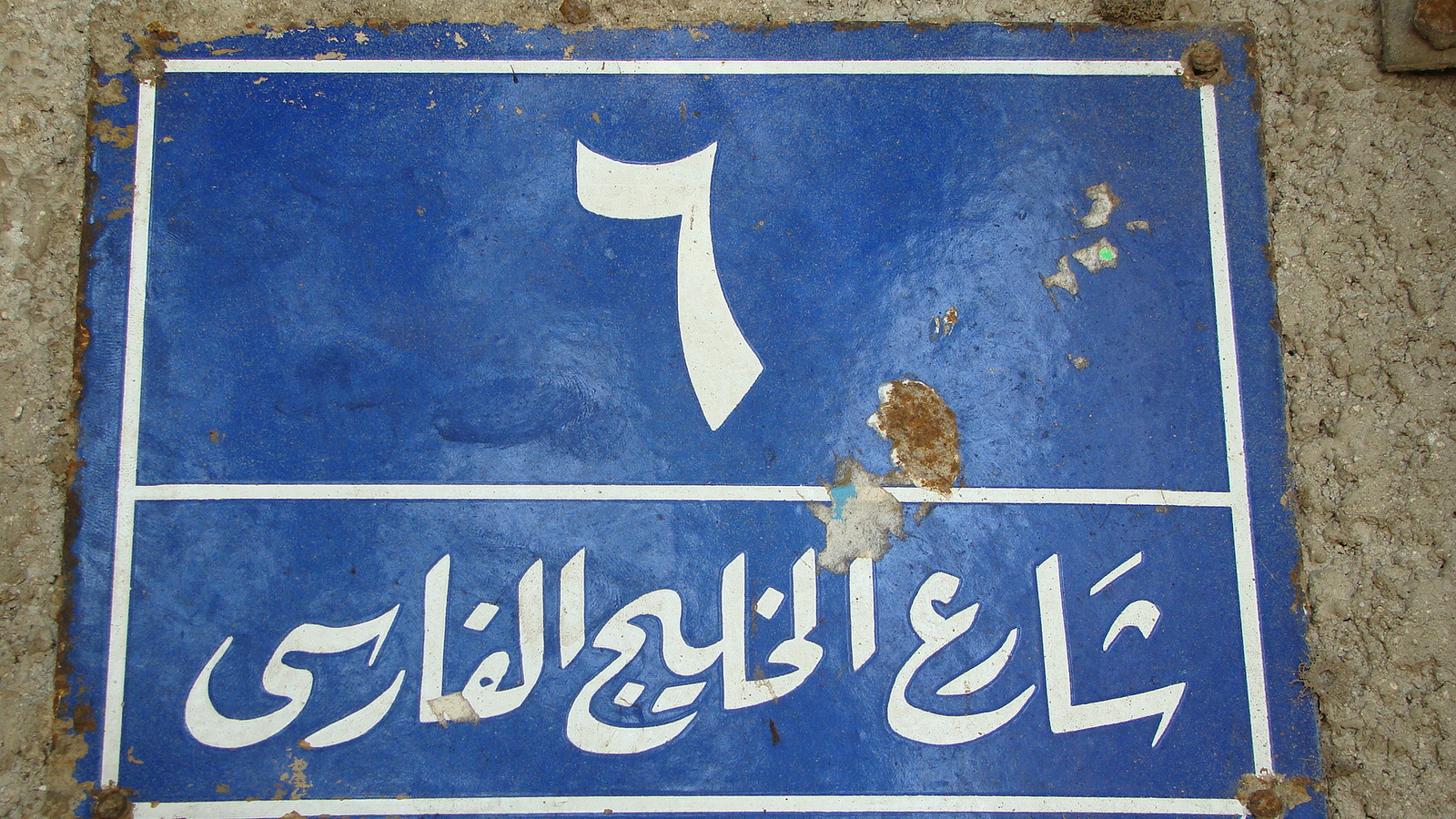
o stradă în golful persan cairo

Unele dintre cele mai importante atlasuri istorice ale golfului persan și ale regiunilor sunt: 1- Atlas Peninsula Arabică în Hărțile Vechi Europene (253 hărți) de Khaled Al Ankary, Institut du Monde Arabe, Universitatea Paris și Tunisia, 2001 toate cele 253 de hărți din acest atlas au fost tipărite în culori și 3 limbi și au numele corect de golf persan.  

## Capitolul trei
Prezentare generală 
Pe aproape toate hărțile tipărite înainte de 1960 și în majoritatea tratatelor, documentelor și hărților internaționale moderne, această întindere de apă este cunoscută sub denumirea de "Golful Persic ". Aceasta reflectă utilizarea tradițională a denumirii din timpul geografilor greci Strabo și Ptolemeu, precum și realitățile geopolitice ale vremii, cu un puternic imperiu persan care cuprindea întreaga coastă de nord, și a emiratelor locale care se întindeau pe coasta arabă.  A fost menționat drept Golful Persic de către scriitorul creștin arab Agapius, din secolul al X-lea.
Potrivit autorilor Philip L. Kohl, Mara Kozelsky și Nachman Ben-Yehuda în lucrarea lor Amintiri selective, Sir Charles Belgrave (consilier britanic al conducătorului Bahrainului) a fost „primul occidental care a folosit și a pledat pentru numele de„ golful arab”, prima dată în revista Soat al-Bahrain (Vocea Bahrainului ) în 1955." Mahan Abedin de la Fundația Jamestown este de acord cu acest lucru, menționând că țările arabe au folosit termenul de „Golful Persic” până în anii ’60. Cu toate acestea, odată cu ascensiunea naționalismului arab din acel deceniu, unele țări arabe, inclusiv cele care se învecinează cu Golful, au adoptat o utilizare pe scară largă a termenului الخليج العربي ( al-Khalīj al-ʻArabī ; Golful Arab sau Golful Arab ) pentru a face referire la această cale navigabilă. Teymoor Nabili (unul dintre prezentatorii  Al Jazeera English ) a spus că, „ironic, printre principalii factori ai mișcării de schimbare au fost percepțiile arabe că Iranul, condus de Washington, a sprijinit Israelul în timpul războiului arabo-israelian din 1973”. Aceasta, însoțită de influența în descreștere a Iranului asupra priorităților politice și economice de limbă engleză ale lumii occidentale, au dus la o acceptare tot mai mare, atât în politica regională, cât și în cea mai mare parte a afacerilor legate de petrol , a noii convenții de denumire alternativă a „Golfului Arab” în țările arabe.
Capturarea Bagdadului de către Imperiul Otoman în 1534 a dat Turciei accesul la Oceanul Indian prin portul Basra din Golful Persic. Aceasta a coincis cu eforturile de cartografiere timpurie ale lui Gerard Mercator , al cărui glob terestru din 1541 încearcă să ofere cele mai actualizate informații, denumind golful Sinus Persicus, nunc Mare de Balsera („Golful Persic, acum Marea Basora”). Cu toate acestea, pe harta sa mondială din 1569, numele este schimbat în Mare di Mesendin (după peninsula lui Ra Musandam , în zilele noastre Oman ), în timp ce rivalul său Abraham Ortelius , în atlasul mondial din 1570, a optat pentru denumirea de Mare El Catif, olim Sinus Persicus (după portul arab al Al Qatif), dar a marcat intrarea în golf - actuala strâmtoare a Hormuzului  - ca Basora Fretum (Strâmtoarea Basra).  Dintre toată această confuzie, vechiul nume s-a reafirmat treptat în secolul al XVII-lea, dar Turcia folosește în continuare denumirea „Golful Basora” în limba turcă de astăzi.
În urma încercărilor britanice de a controla calea navigabilă la sfârșitul anilor 1830, Times Journal, publicat la Londra în 1840, a făcut referire la Golful Persic drept „Marea Britaniei”, dar acest nume nu a fost niciodată folosit în alt context. 

## Alternative propuse
Problema rămâne foarte controversată, deoarece convențiile de denumire concurente sunt susținute de anumite guverne în literatura internă, dar și în relațiile cu alte state și organizații internaționale. Unele părți folosesc termeni precum „Golful” sau „Golful Arabo-Persic”. După Revoluția iraniană din 1979, unii oameni din grupuri islamice au sugerat folosirea „Golfului Islamic” sau „Golful Musulman”. Origineal termenului Golful Islamic nu este cunoscut, în timp ce unii sugerează că figuri proeminente din primii ani ai republicii islamice, inclusiv Ruhollah Khomeini , Mehdi Bazargan și Sadegh Khalkhali e posibil să fi susținut ideea. Khalkhali în vizita sa din mai 1979 în Emiratele Arabe Unite a sugerat termenul „Golful Musulman”. Ideea a fost abandonată rapid după ce Iranul a fost invadat de vecinul său preponderent musulman, Irak .
În țările arabe sunt preferați termenii „Golful” și „Golful Arab”:
"Golful" se referă la întinderea de apă cunoscut sub numele de Golful Arab în țările Consiliului de Cooperare al Golfului, sau Golful Persic, așa cum se face referire în multe alte locuri.
Punctul de vedere al Iranului 
- prima parte: pagina 142-155. puncte de vedere arabi.

1. Țările arabe din jurul golfului au dreptul să o numească în funcție de ceea ce li se potrivește.
2. Pliniu cel Bătrân, Istoria naturală (Pliniu) o menționase ca fiind golful persan sau golful arabesc?

partea a 2-a pagina 170-216 .view punctează cele care nu apără nicio modificare a numelor geografice. 
1. A. Fapte istorice și geografice și 2500 de ani de utilizare continuă a termenului în toate limbile.
2. B. Contracte și fapte juridice și geografice în textele arabe.
3. C. Organizațiile ONU și internaționale [3]
4. Circular nr. CAB / 1/87/63 din 16.02.1987 a directorului general al UNESCO.
5. ST / CSSER / 29 din 10 ianuarie 1990. Arhivat în 23 ianuarie 2021, la Wayback Machine.
6. AD / 311/1 / GEN din 5 martie 1991.
7. ST / CS / SER. A / 29 / Add.1 din 24 ianuarie 1992.
8. ST / CS / SER. A / 29 / Add.2 din 18 august 1994.
9. ST / CS / SER. A / 29 / Rev.1 din 14 mai 1999.
10. 2008, 4April UN. Departamentul de Afaceri Economice și Sociale (DESA)

## Capitolul patru
Punctul de vedere al Iranului  
Iranul folosește doar termenul „Golful Persic” și nu recunoaște denumirea atunci când este denumit „Golful Arab” sau doar „Golful”. Iranul nu consideră că aceasta din urmă este o utilizare imparțială, ci este o contribuție activă la abandonarea numelui istoric. 
Iranul a amenințat că va interzice aeriene aeriene străine, în special cele din regiunea Golfului, care nu au folosit termenul „Golful Persic”. În 2011, președintele  Ahmadinejad a ținut un discurs la Adunarea Generală a Națiunilor Unite, în timpul căruia a spus că singurul nume corect al mării dintre Iran și peninsula Arabică este Golful Persic și a respins folosirea oricăror alte nume ca fiind nelegitimă și nulă. 
Iranul desemnează data de 30 aprilie drept  Ziua Națională a Golfului Persic . Data coincide cu aniversarea campaniei militare de succes a lui Abbas I din Persia, când marina portugheză a fost izgonită din strâmtoarea Hormuz (vezi Capturararea Ormuzului , 1622) . Decizia a fost luată de Înaltul Consiliu al Revoluției Culturale, prezidat de fostul președinte Mohammad Khatami, cu mențiunea că această campanie lansată în 2009 de anumite state arabe pentru redenumirea Golfului Persic a fost motorul din spatele deciziei. Autoritatea poștală iraniană a emis o serie de timbre care marchează această zi. 
Punctul de vedere al arabilor
Statele arabe din Golful Persic preferă utilizarea termenului „Golful Arab”.
Abdel Khaleq al-Janabi, un istoric arab din Arabia Saudită, a declarat „Acesta este numele [Golful Persic] care a fost păstrat de cărțile de istorie și de istoricii arabi, precum Ibn Khaldoun și Ibn al Athir . Este, de asemenea, în tratatele semnate între guvernanții golfului și britanicii care au dominat regiunea de la începutul secolului XX ... Din punct de vedere științific și istoric, a fost numit Golful Persic de la Alexandru cel Mare ". El a spus că este „fără fundament” să pretindă că romanii l-au numit „Golful 
partea 7 pagina 87 este despre controlul britanic și timpul colonialist de control al prăpastiei persane. Portughezi, olandezi și britanici. Timp de aproximativ 200 de ani, din 1763 până în 1971, Regatul Unit a păstrat un control asupra unora dintre terenurile din Golful Persic. Terenurile erau state actuale ale Emiratelor Arabe Unite și, în diferite momente, Bahrain, Kuweit, Oman și Qatar . 

Golful persan în covorul irakian 1970

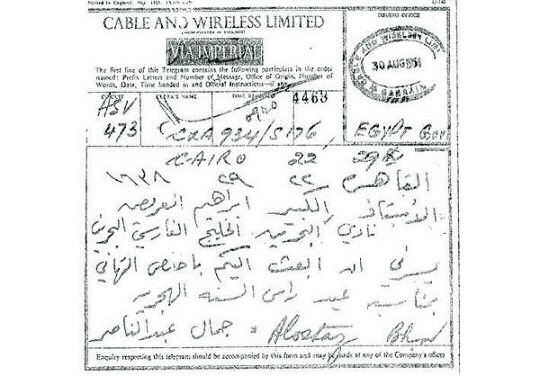
Golful Persic de Gamal Abdel Nasser

tipărit în Documentele cărții. 
tipărit în Documentele cărții. 

## Capitolul cinci
- partea 11 se referă la documente, hărți și imagini importante din muzeele și arhivele din diferite țări.  Arhivat în 11 noiembrie 2017, la Wayback Machine. Răspunsurile la întrebarea celor spun că numele ar trebui să se schimbe.

## Capitolul șase documente

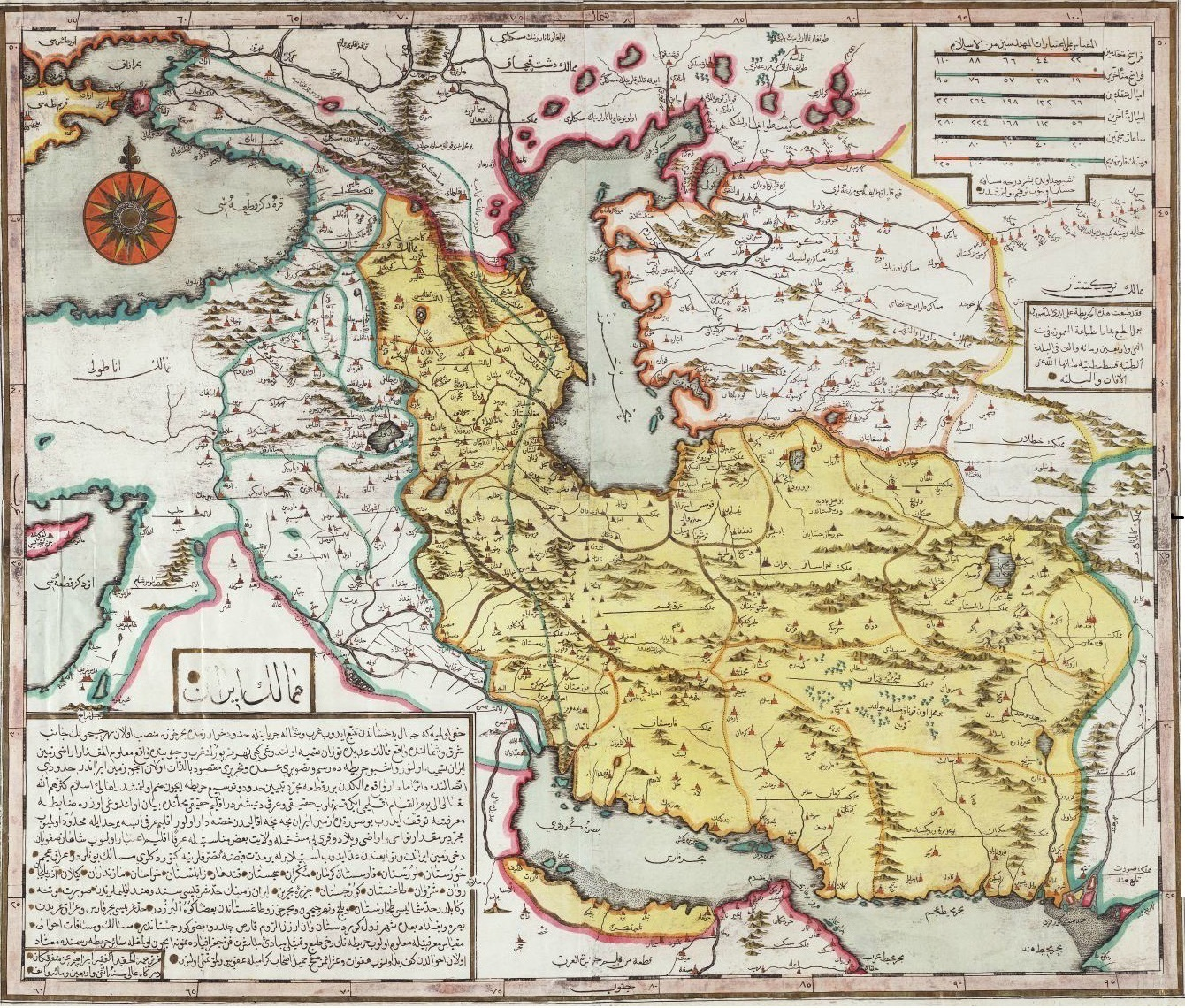
Numele Golfului Persic în Imperiul Otoman

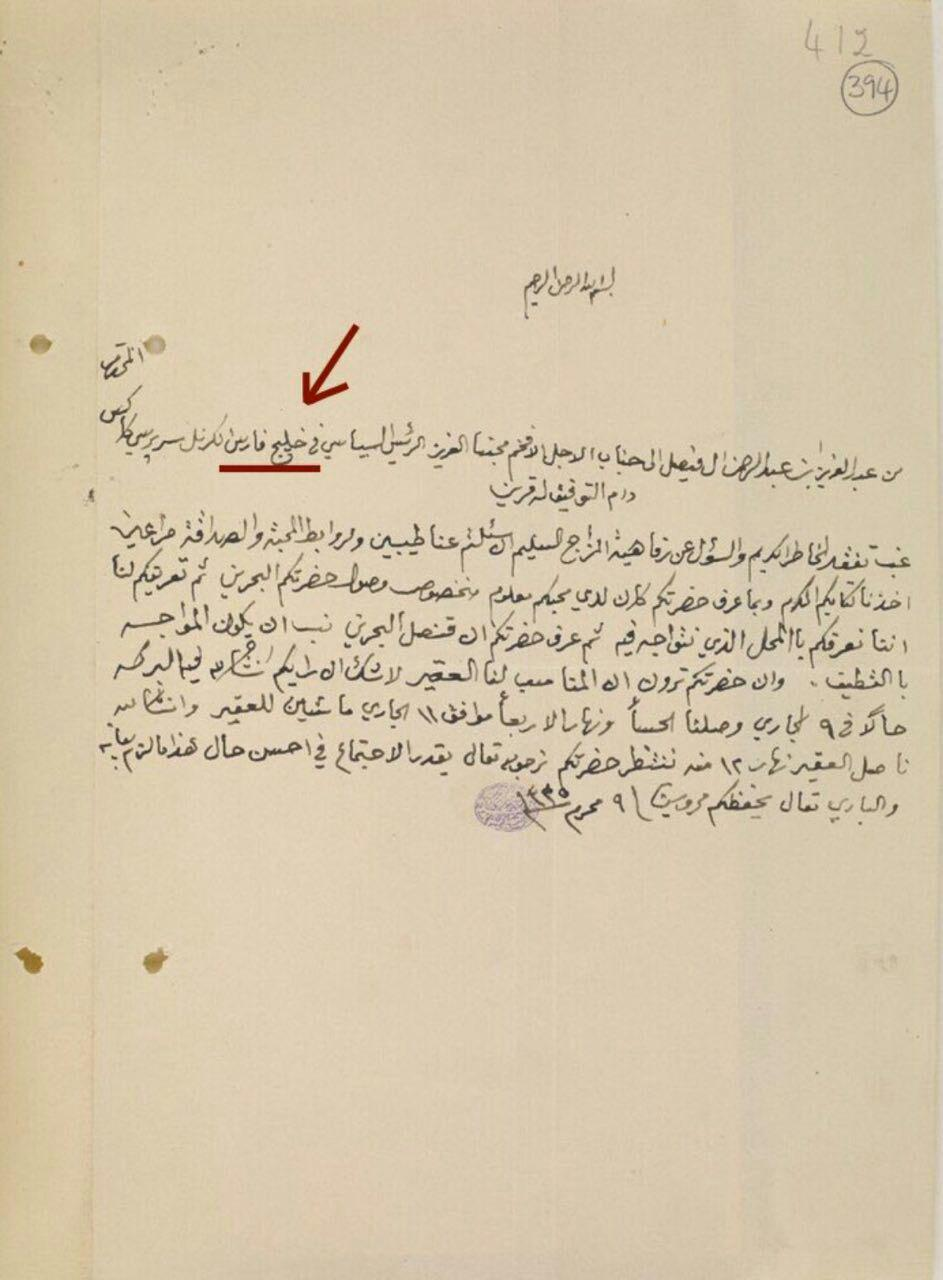
Scrisoarea regelui saudit GULFUL PERSEAN

Basra BahreFars (numele Golfului Persic pe vremea hărții oficiale a Imperiului Otoman, tipărită în secțiunea Documentele cărții.
- Documente privind numele Golfului Persic
- Documente privind numele Golfului Persic

## Documente de Galerie din carte
Câteva dintre hărțile și documentele istorice care este introdusă în această carte.

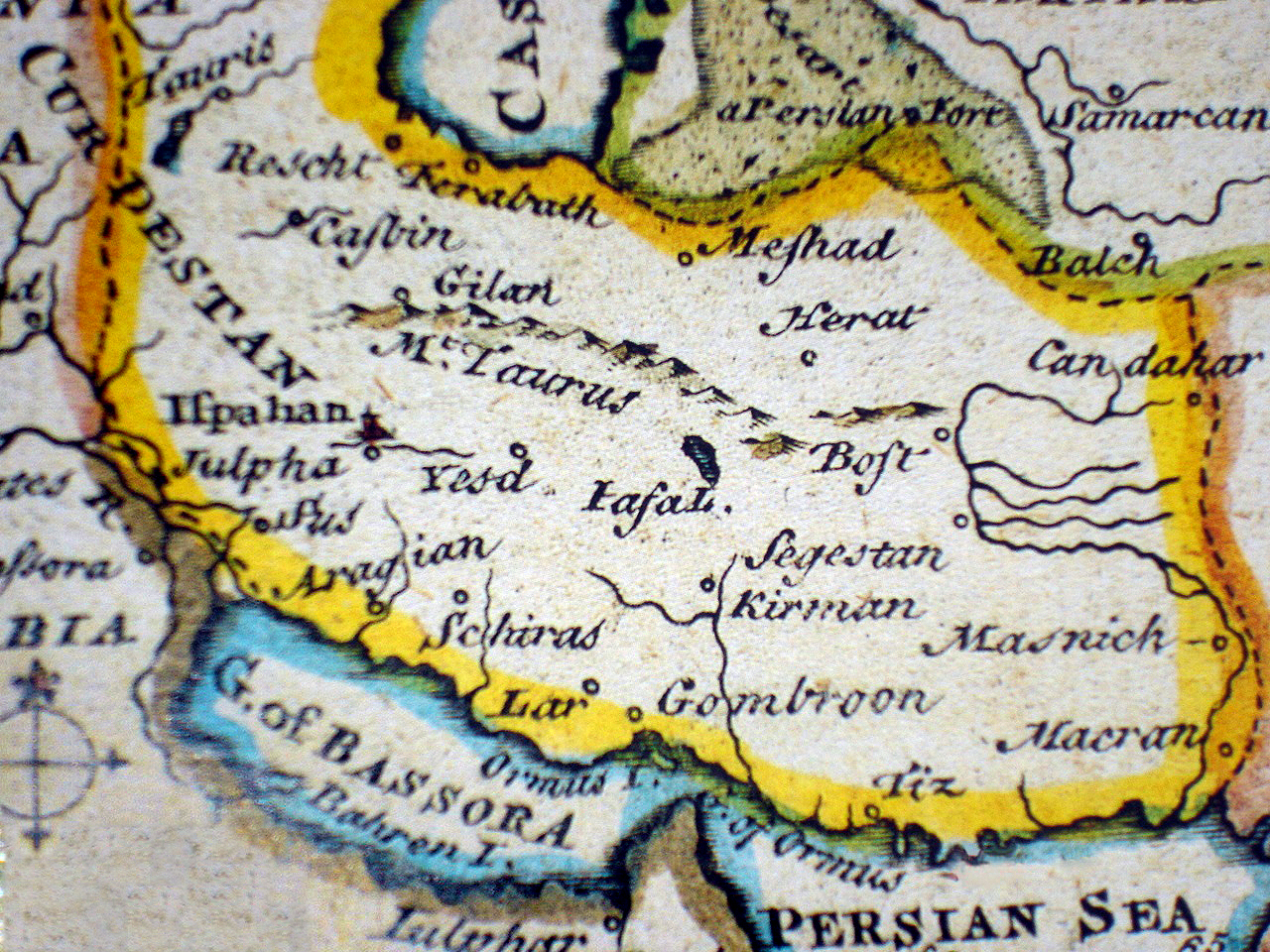
Basra-P.G.Persian Sea]]Hartă Golful Persic
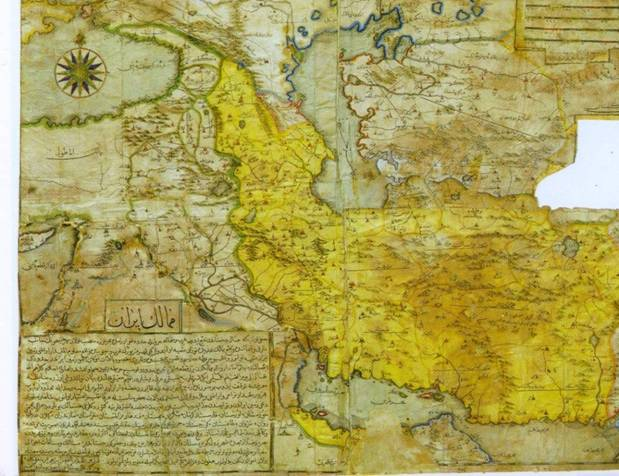
1729 Golful Persic
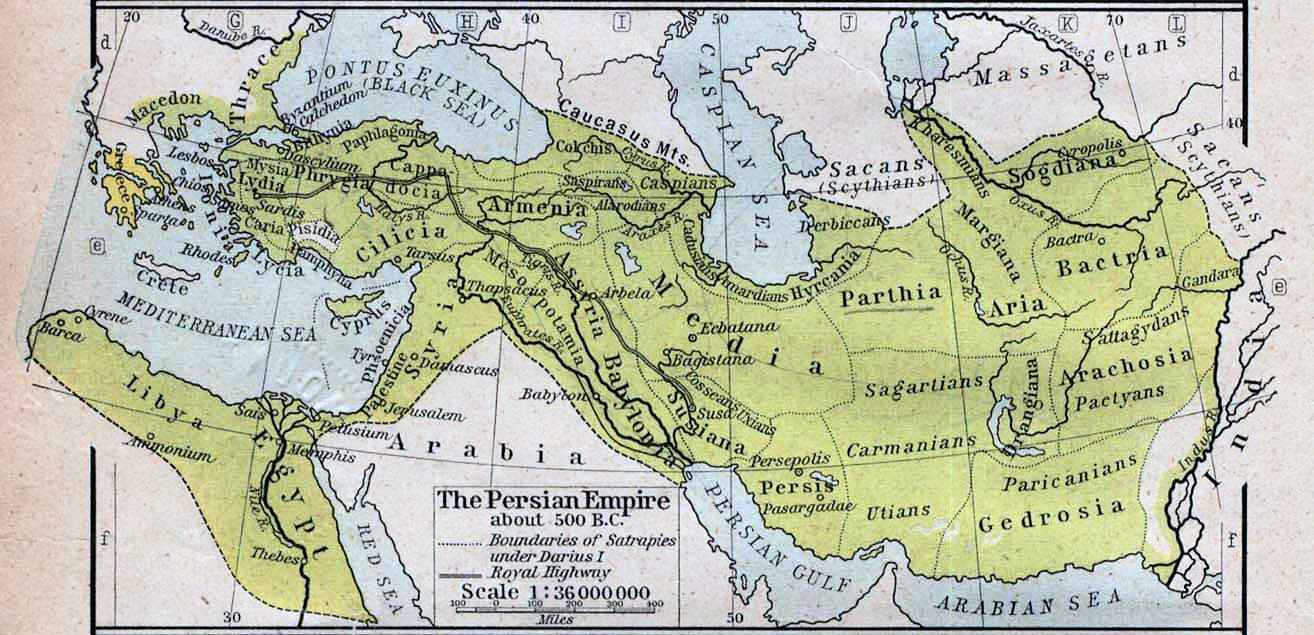
Achaemenid]]

- Achaemenid
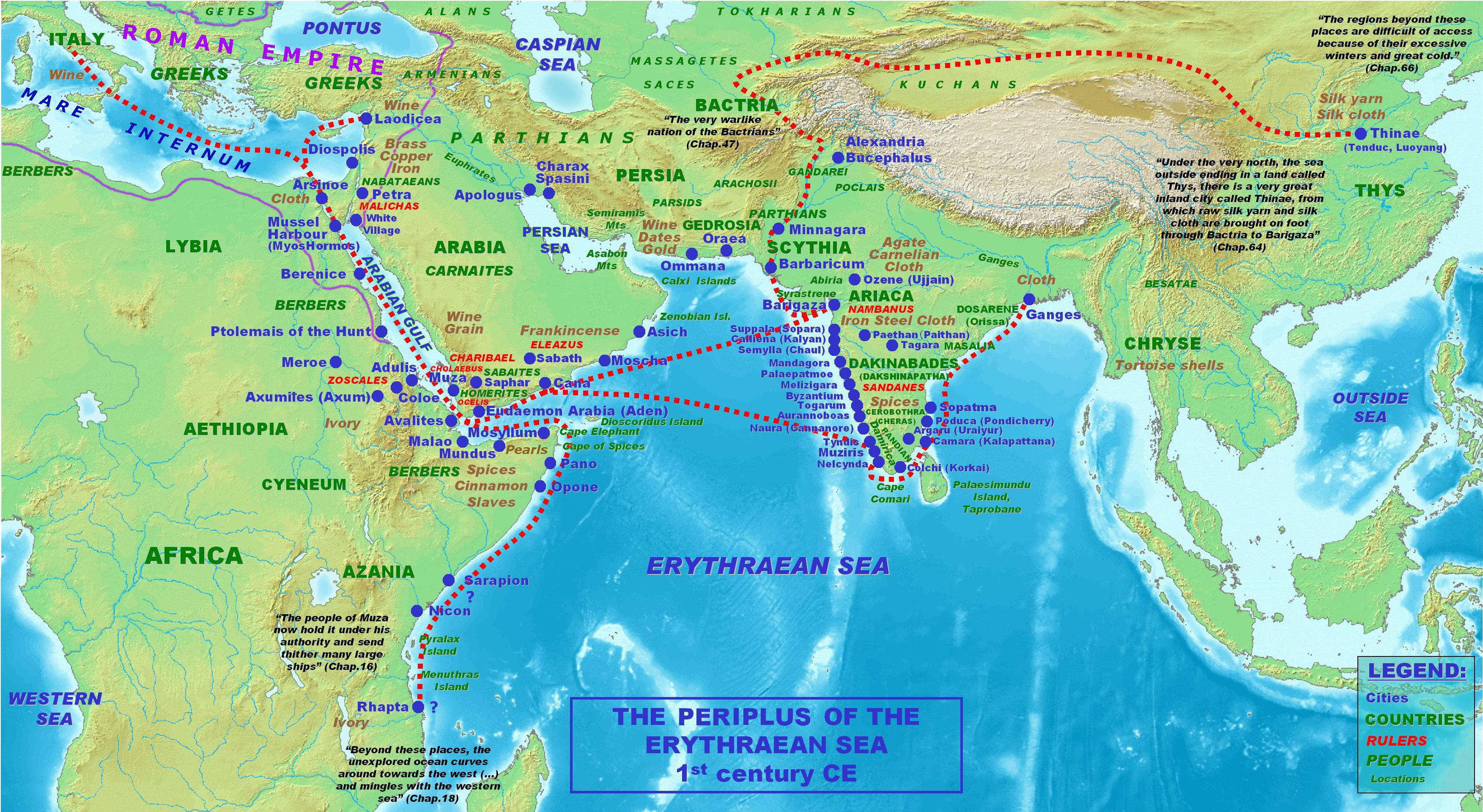
Map of the Periplus of the Erythraean Sea
Periplous of the Erythraean Sea
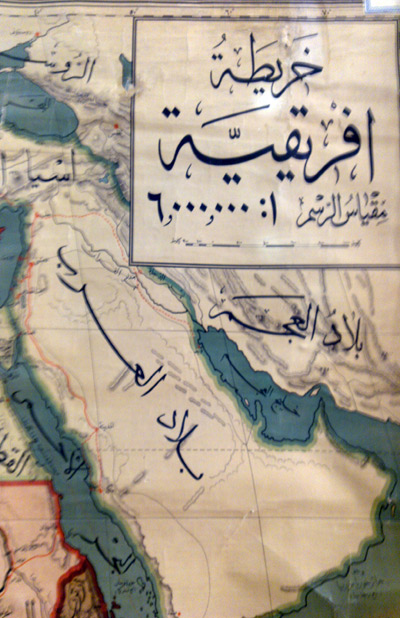
Khaleej Ajam
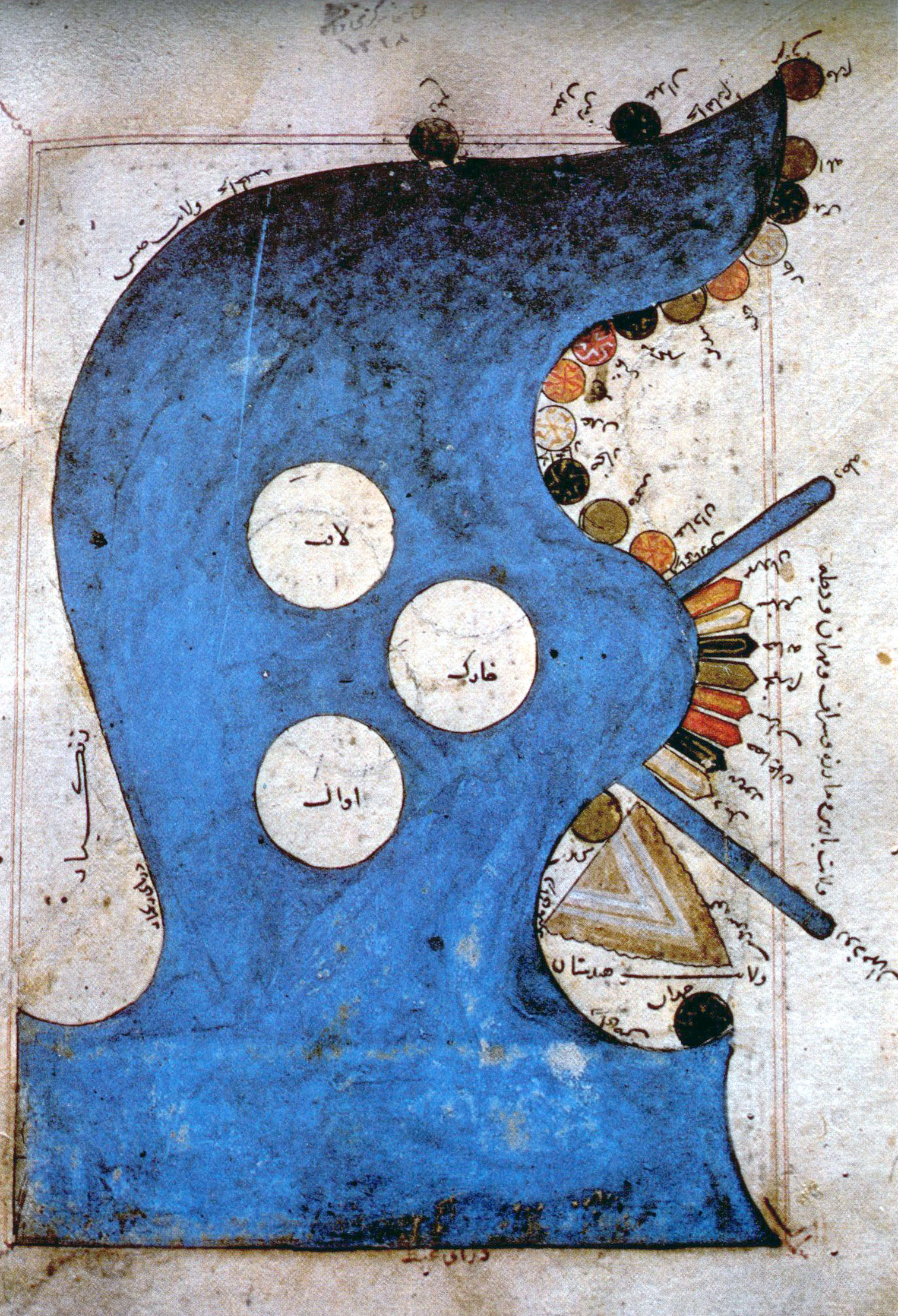
1200AD  Golful Persic
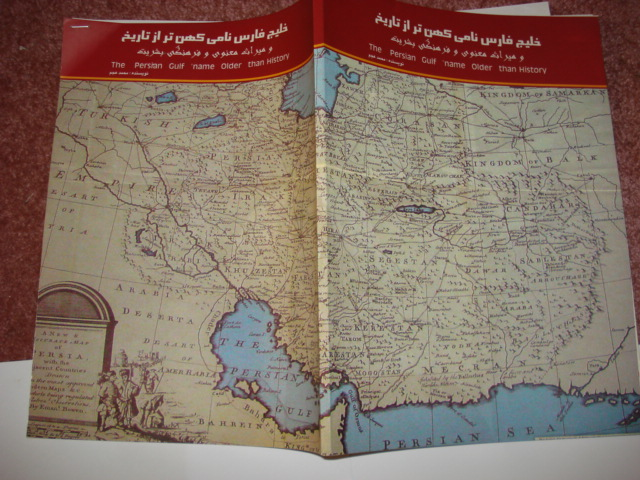
Golful Persic  1747
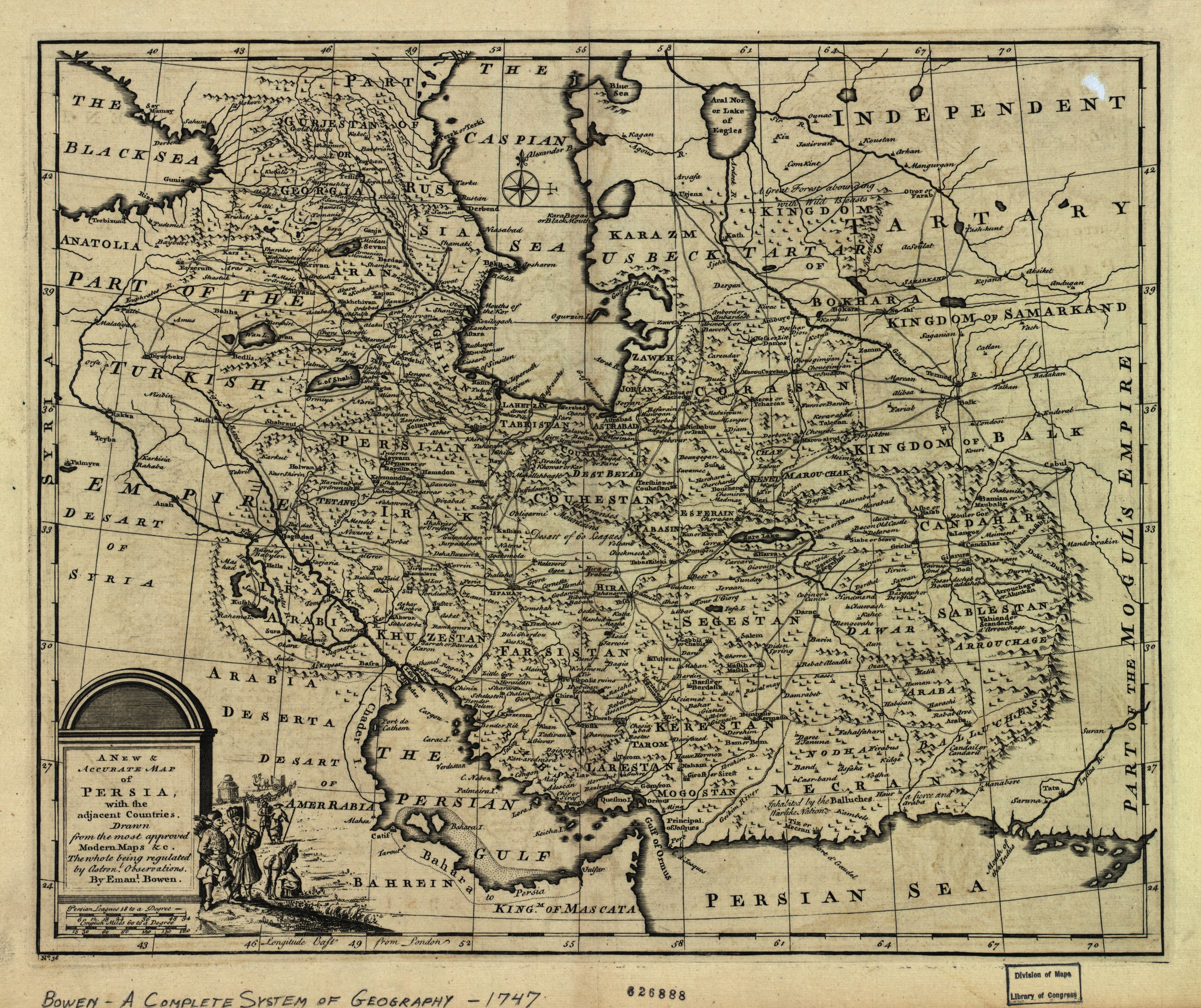
Golful Persic  1747
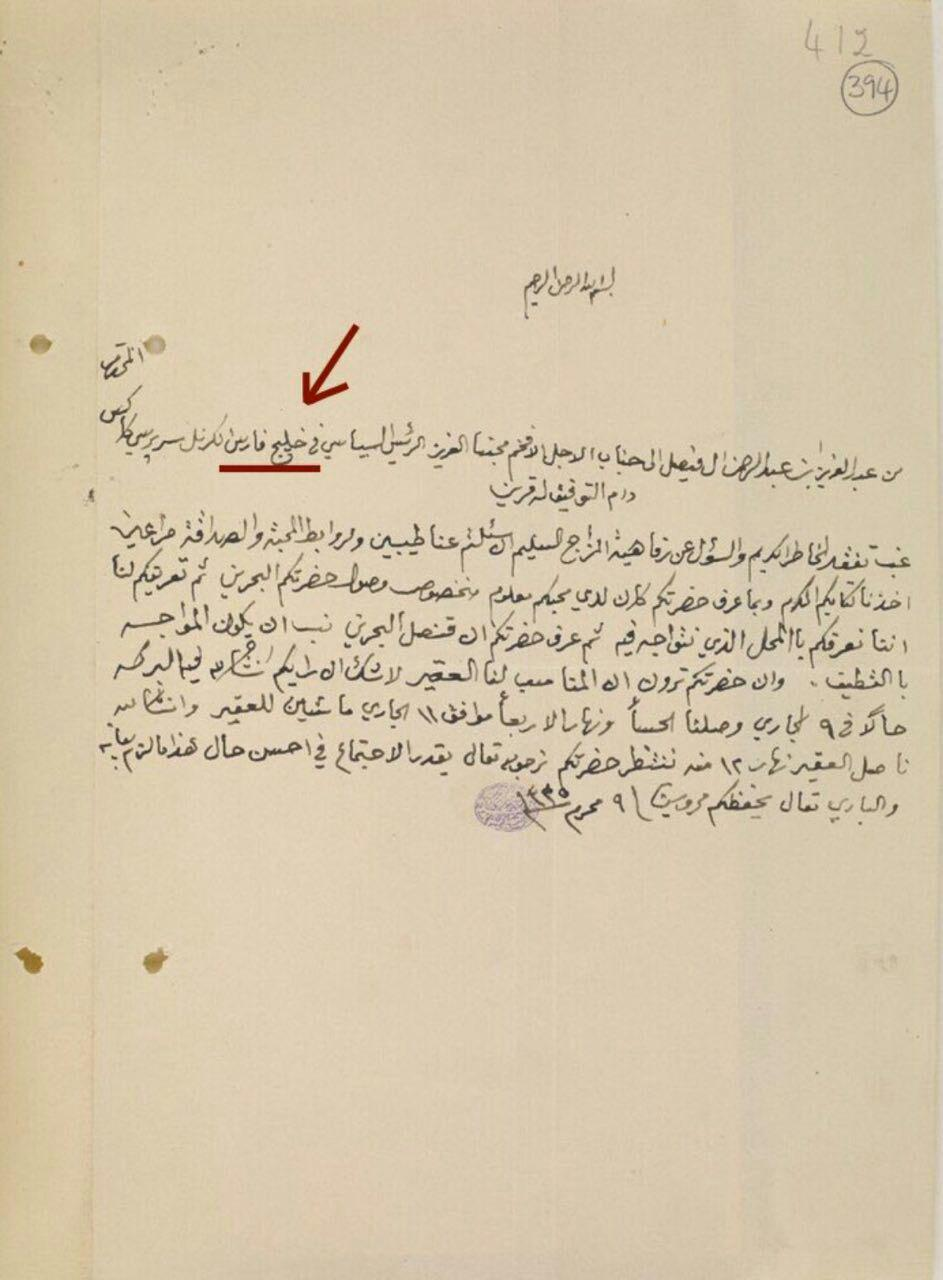
Saudi King letter  GOLFUL PERSIC
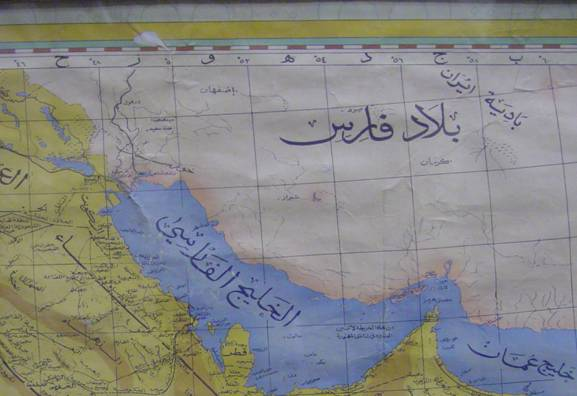
Saudi hartă Golful Persic
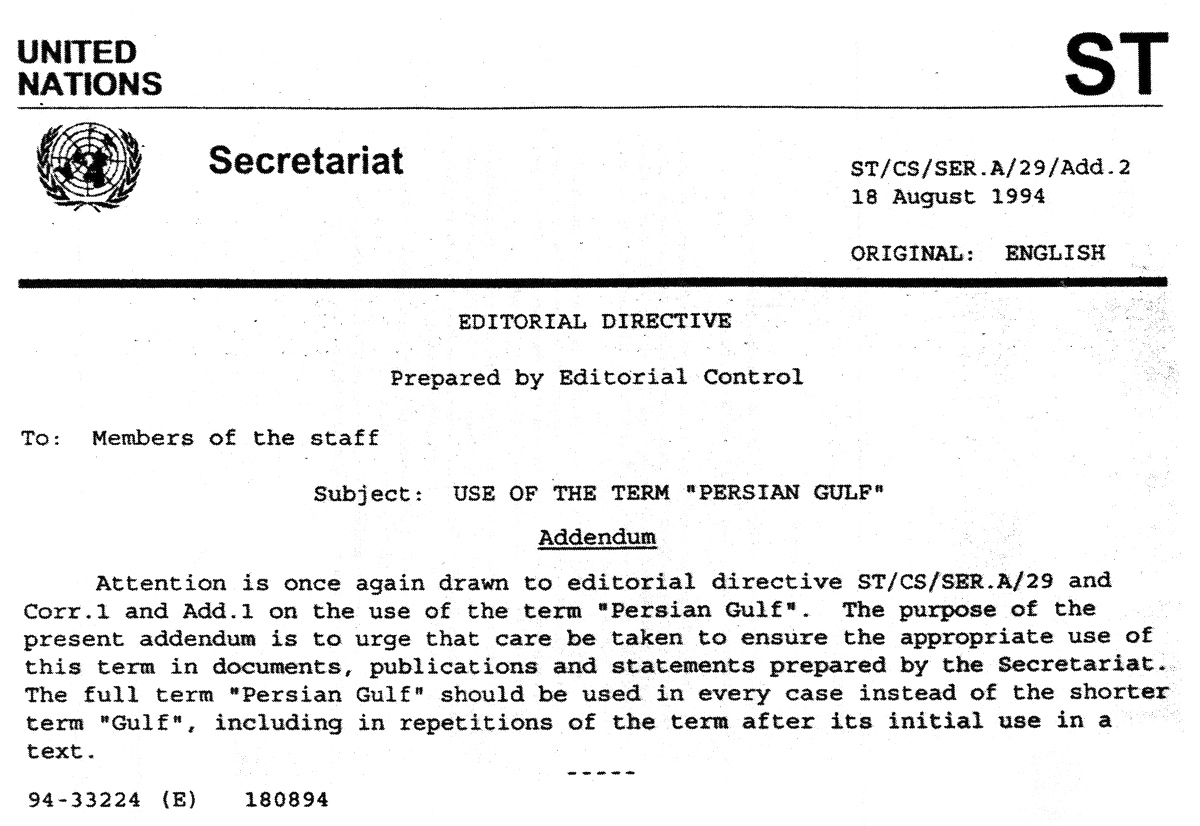
UN  Golful Persic
Golful Persic in Iraqi carpet 1970 published in the Book's Documents.
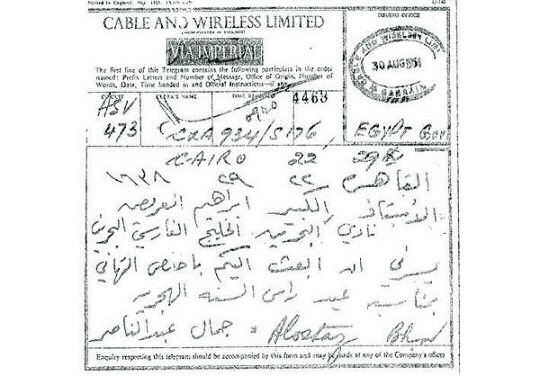
turkey: BahreFars( Golful Persic) in the time Ottoman Empire official map printed in the Book's Documents section.
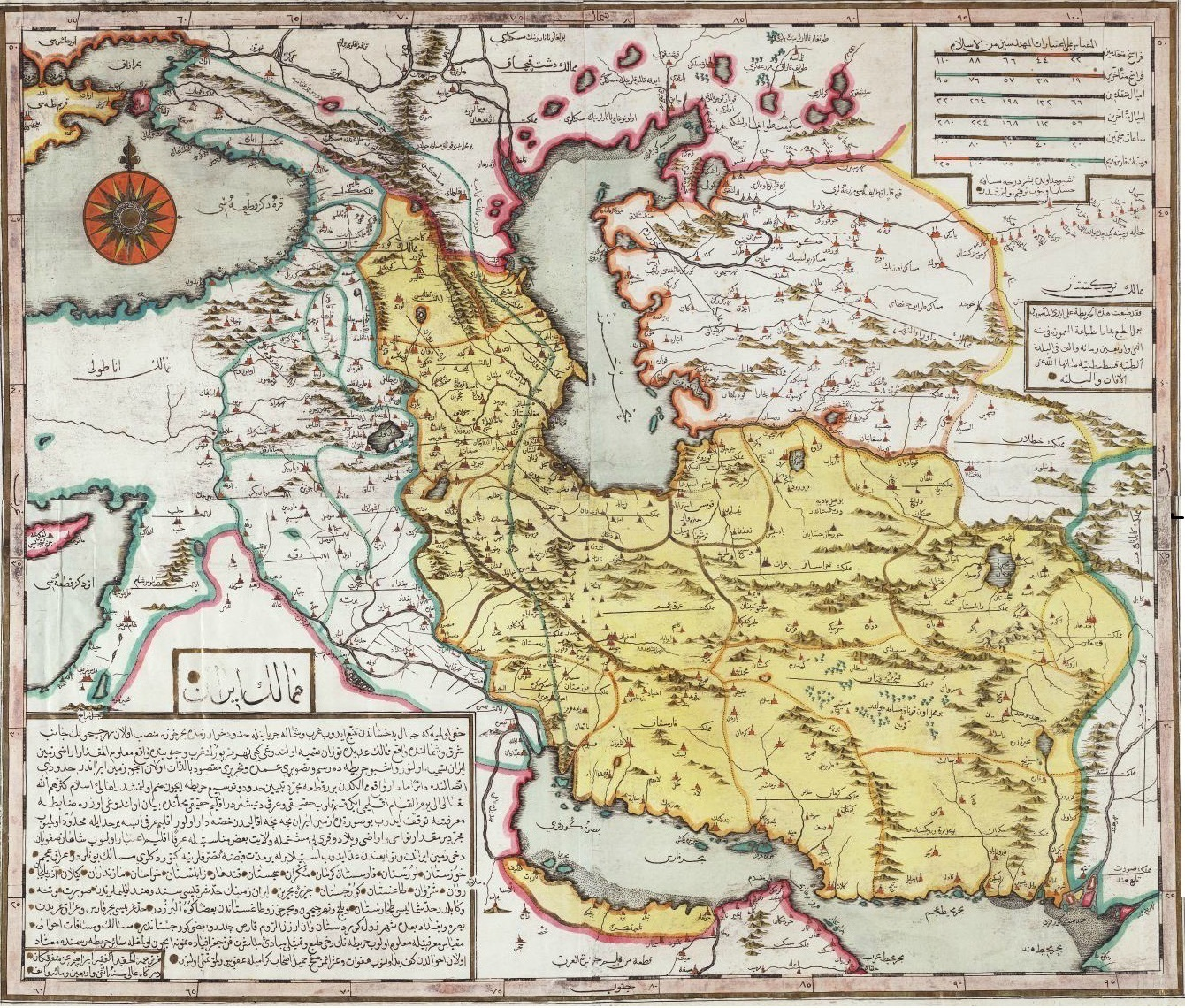
turkey: BahreFars(Golful Persic) in the time Ottoman Empire official map printed in the Book's Documents section.
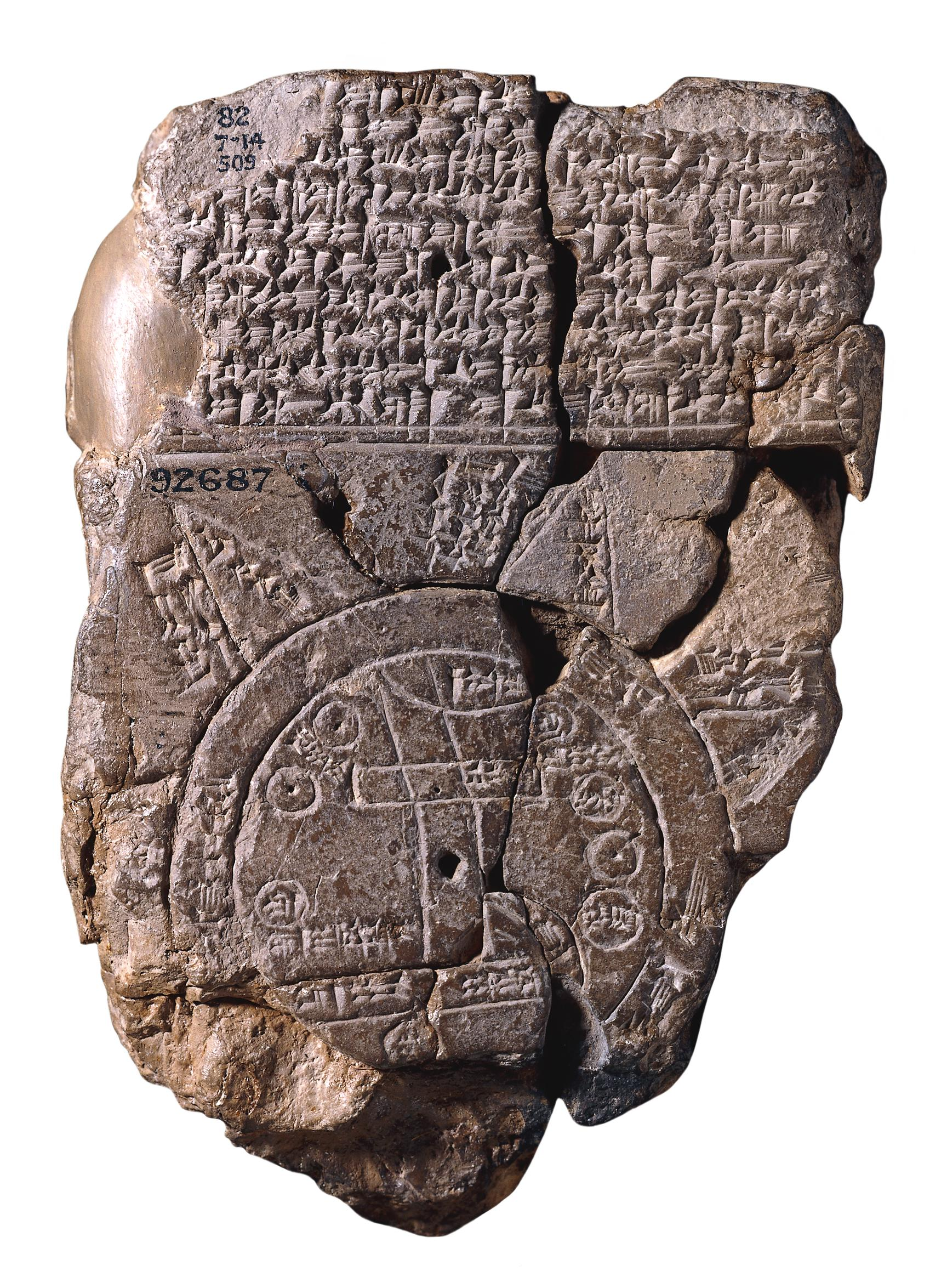
world in a Babylonian map and  Golful Persic
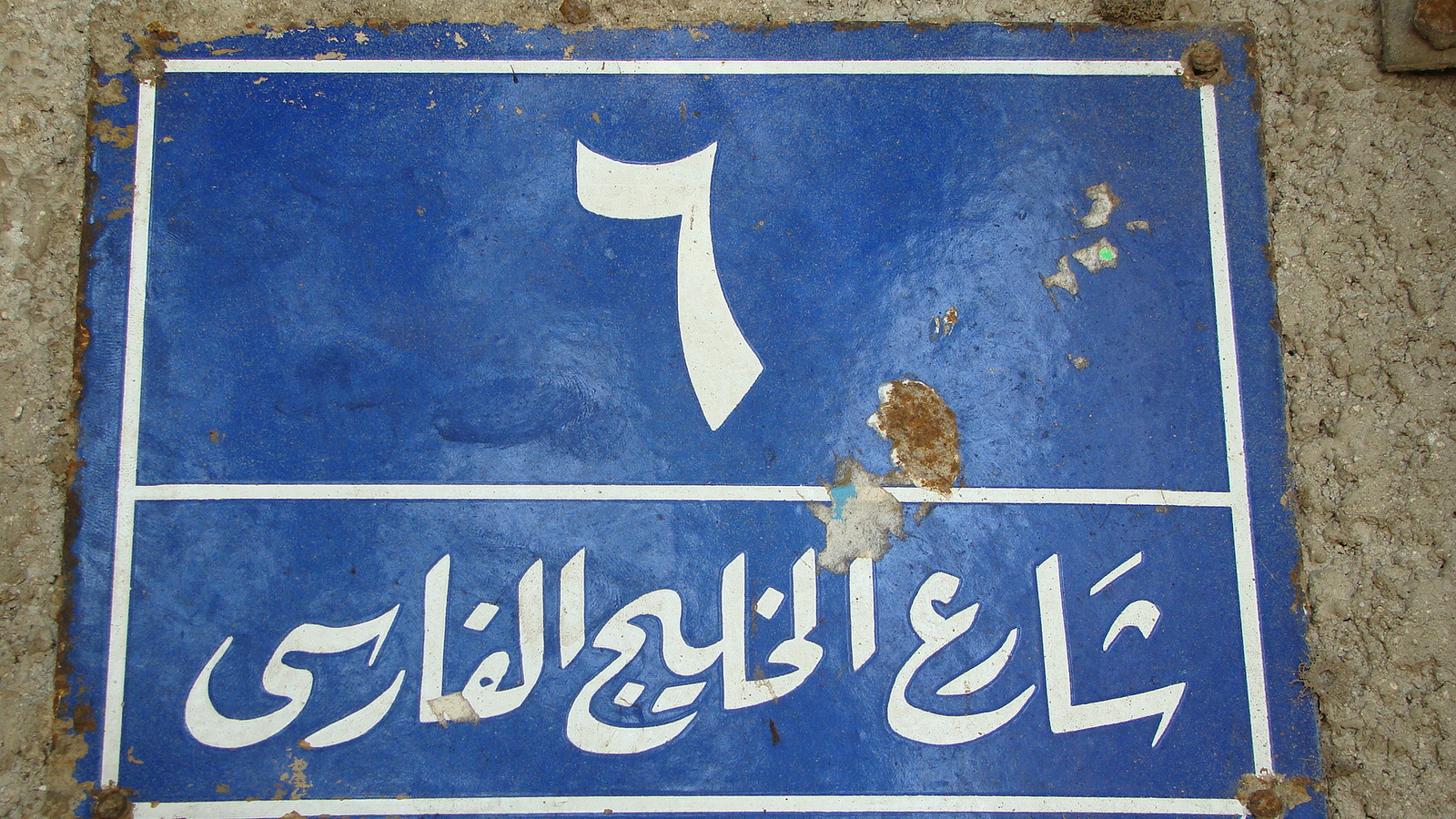
A street in Cairo named  Golful Persic 1958
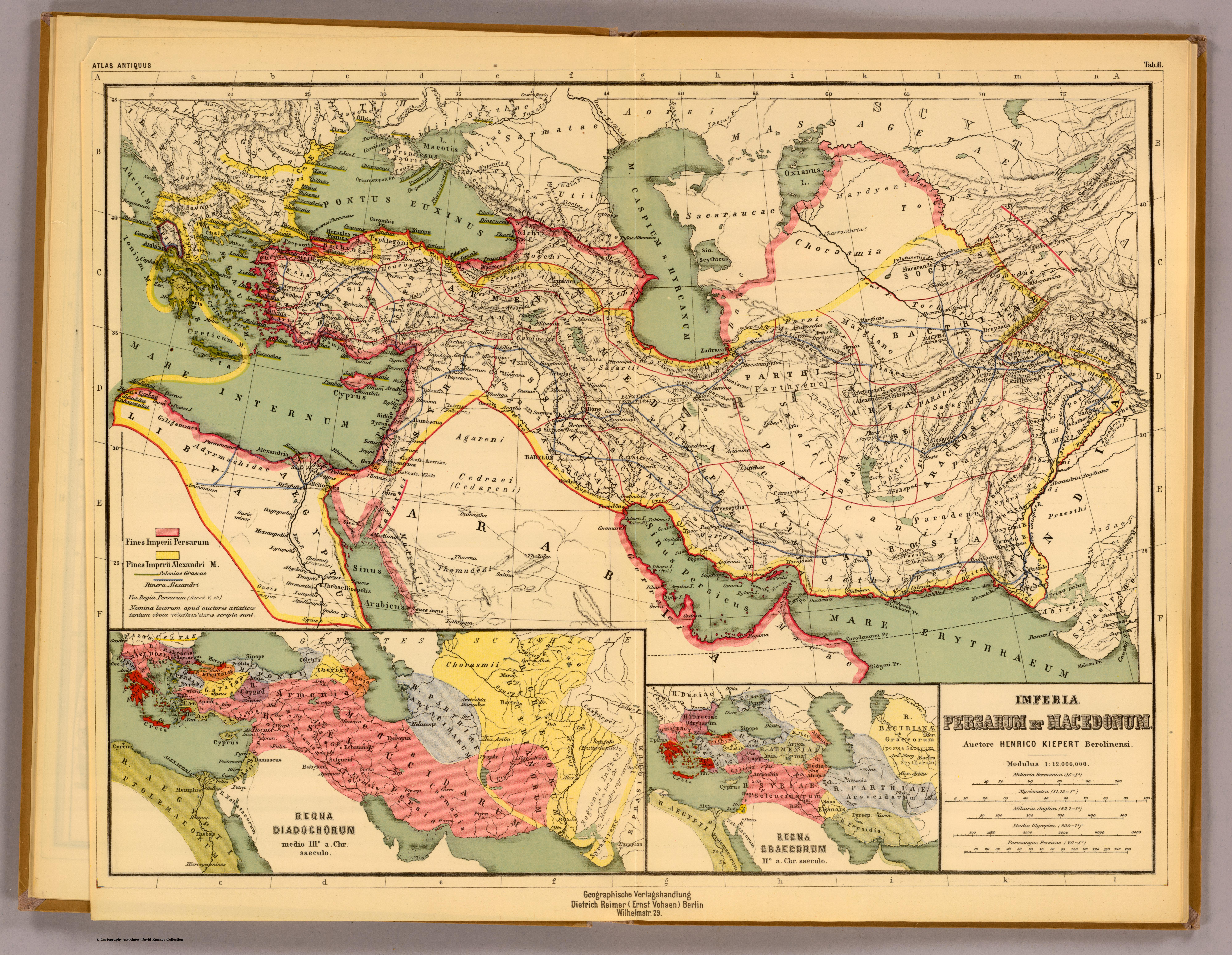
Heinrich.  Golful Persic 1903
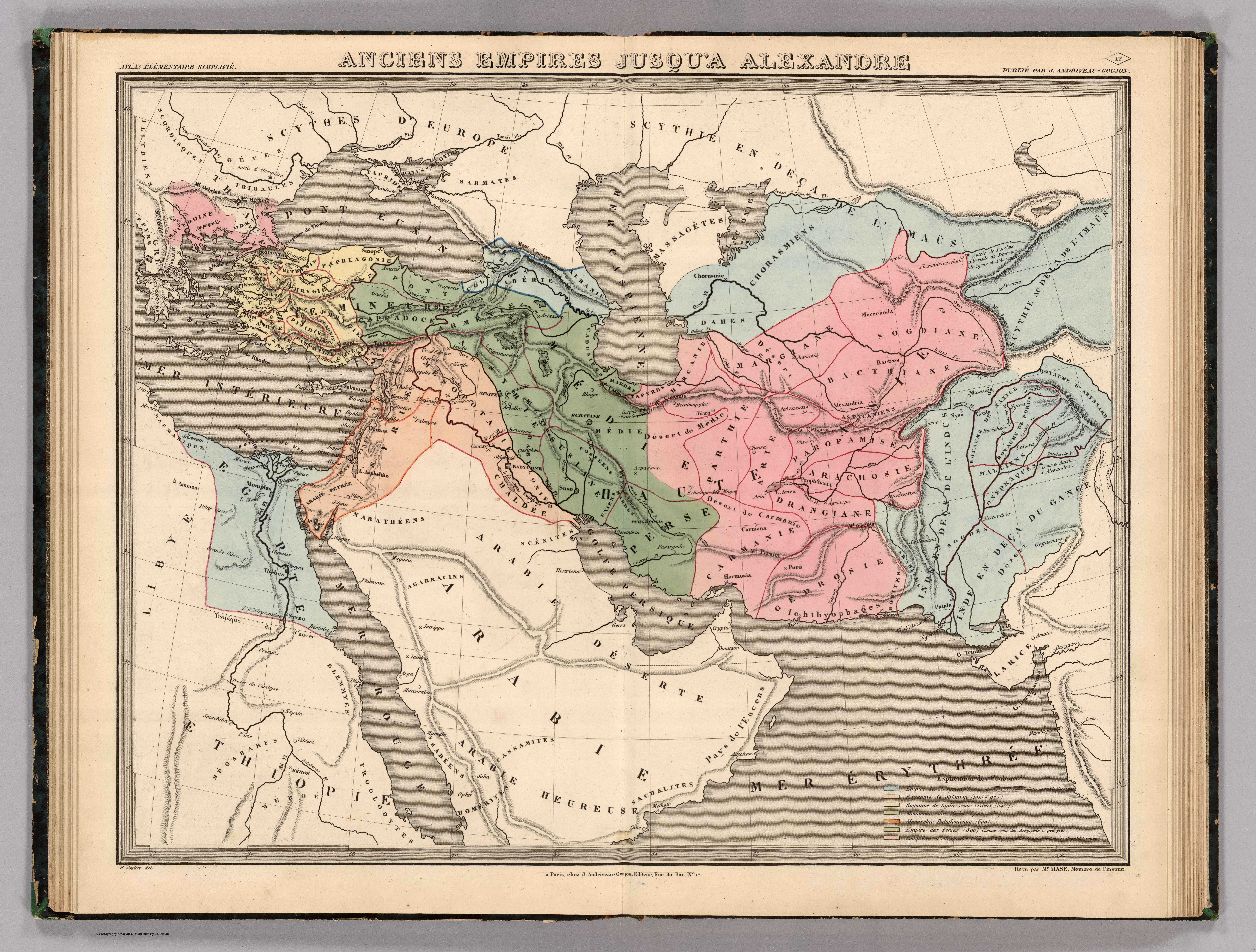
1838
An Pomponius Mela 43 AD.Hartă Golful Persic
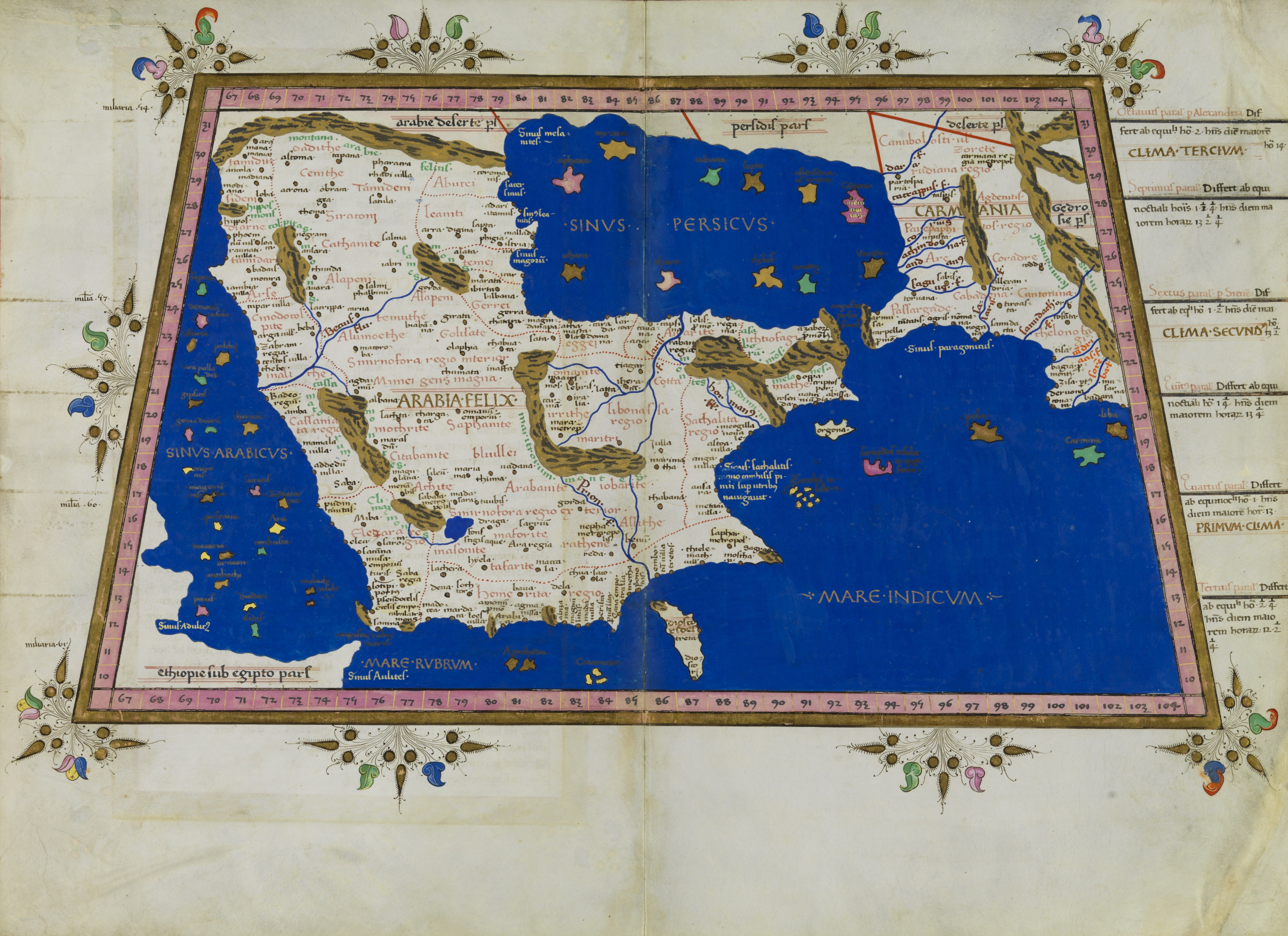
Ptolemy's Hartă Golful Persic  1467
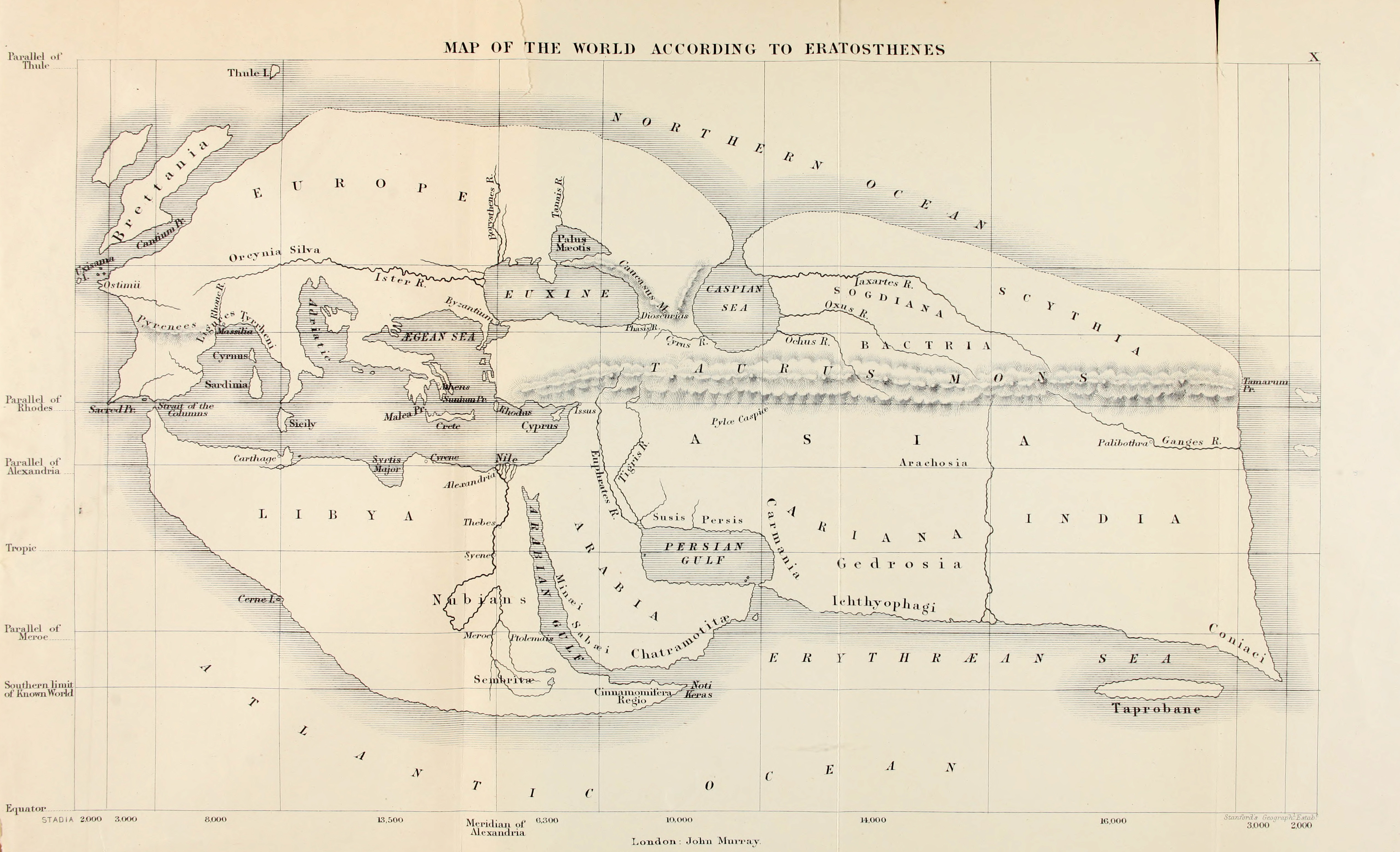
194 BC Eratosthenes  Golful Persic
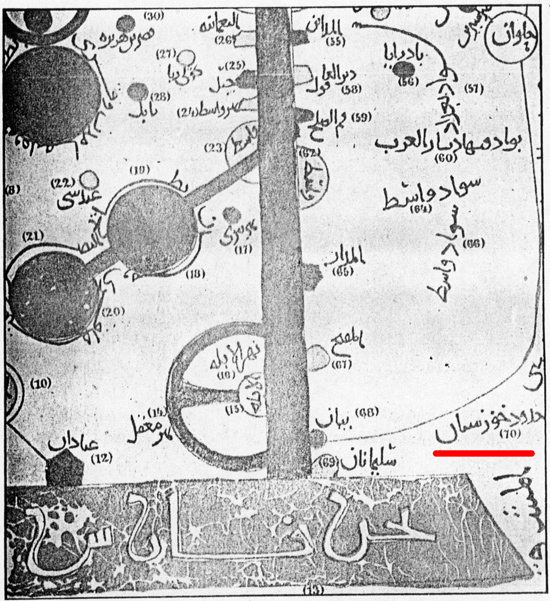
Regional 1200 Hartă Golful Persic Istakhri
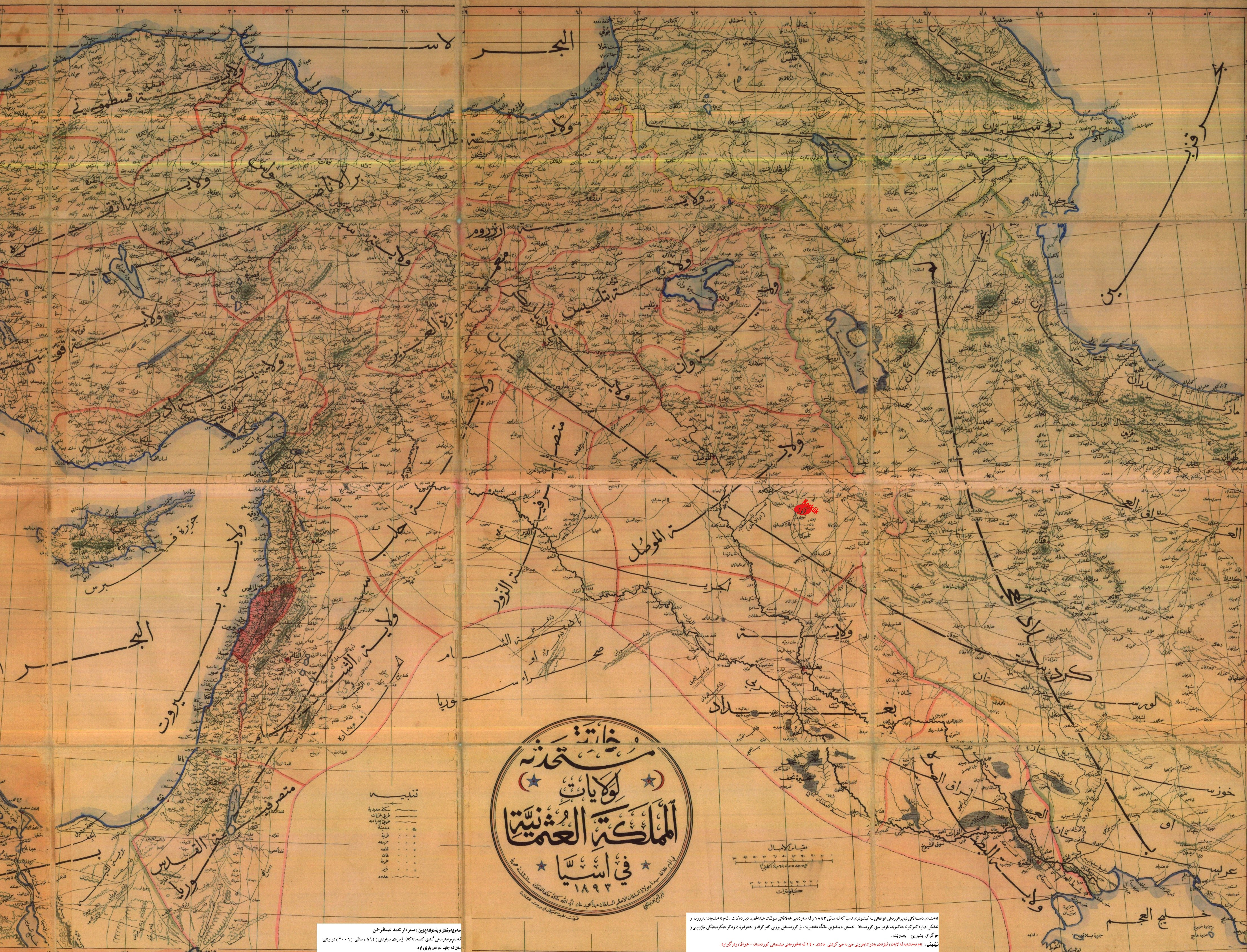
1893 Hartă Golful Persic Ajam"
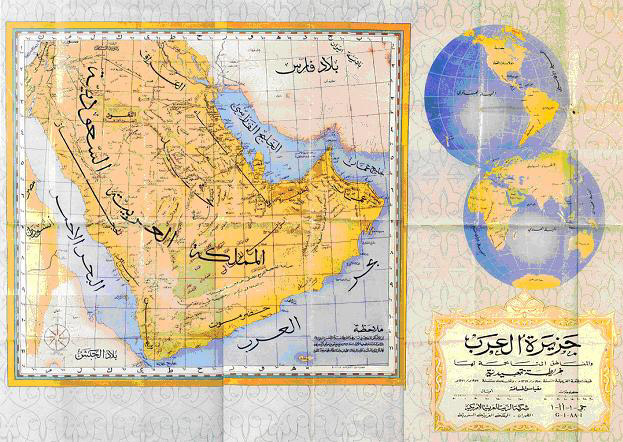
Hartă Golful Persic  1952 (الخليج الفارسي).
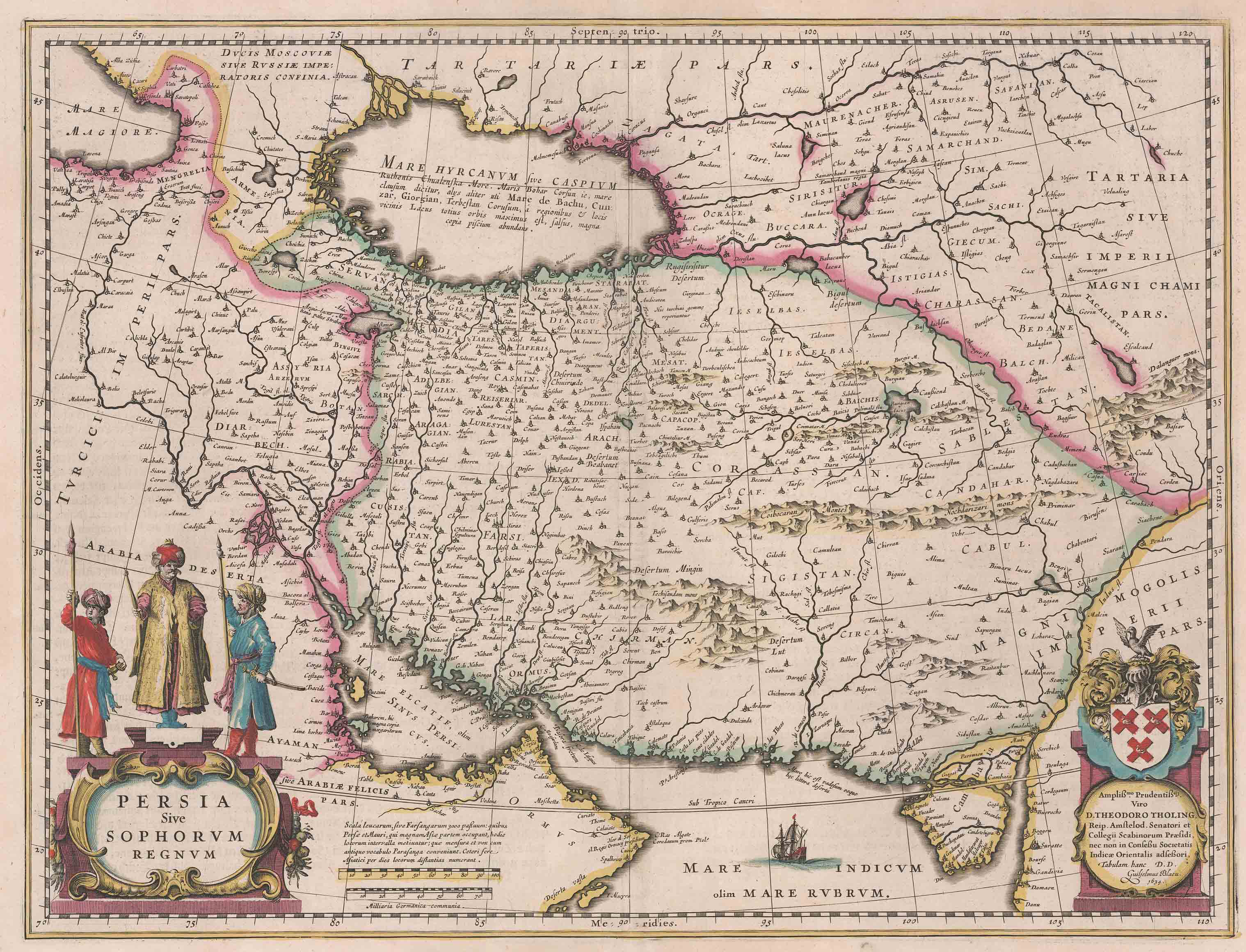
Hartă Golful Persic 1640
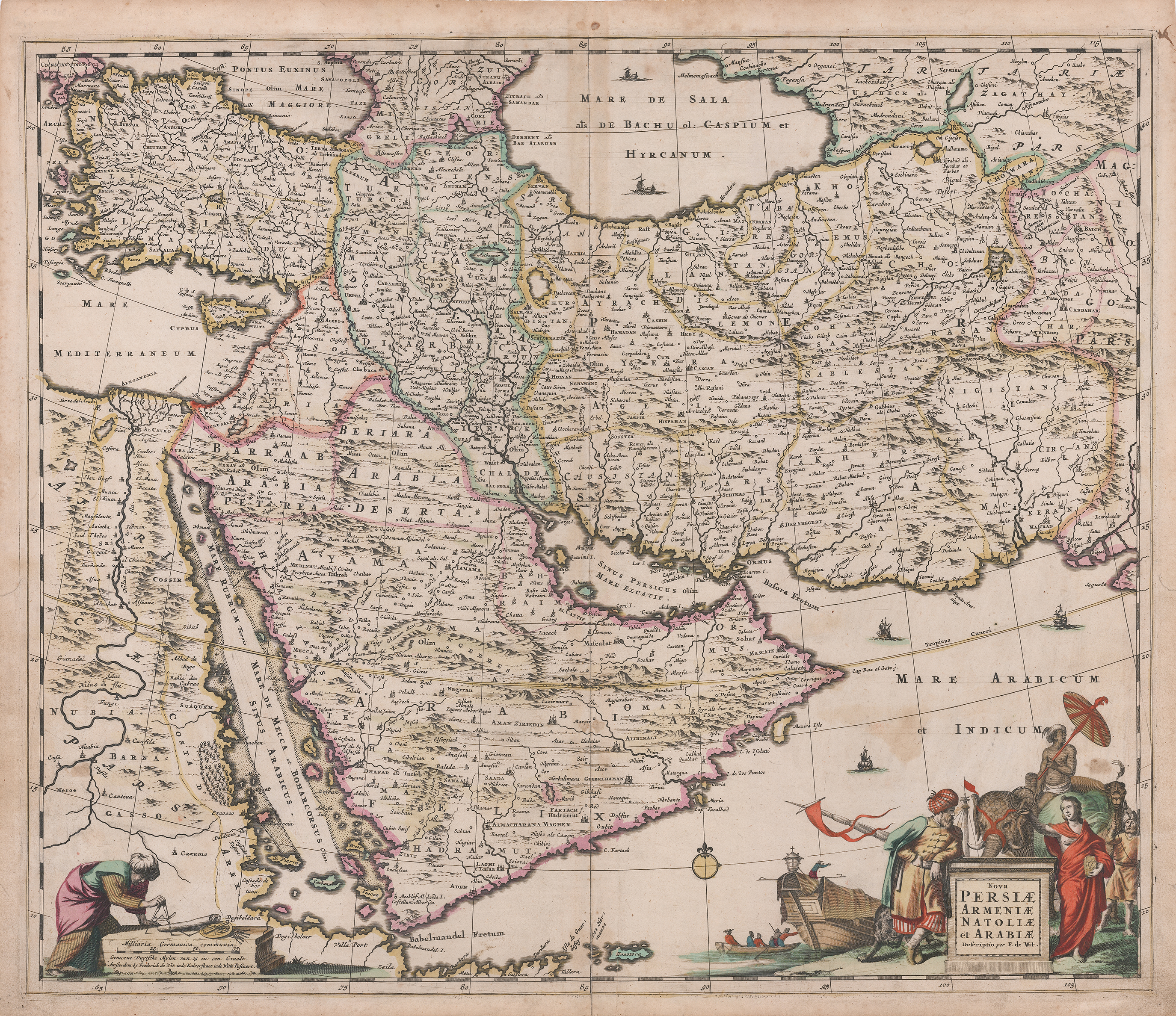
Jacob van Merus, 1680,Hartă Golful Persic  Amesterdam
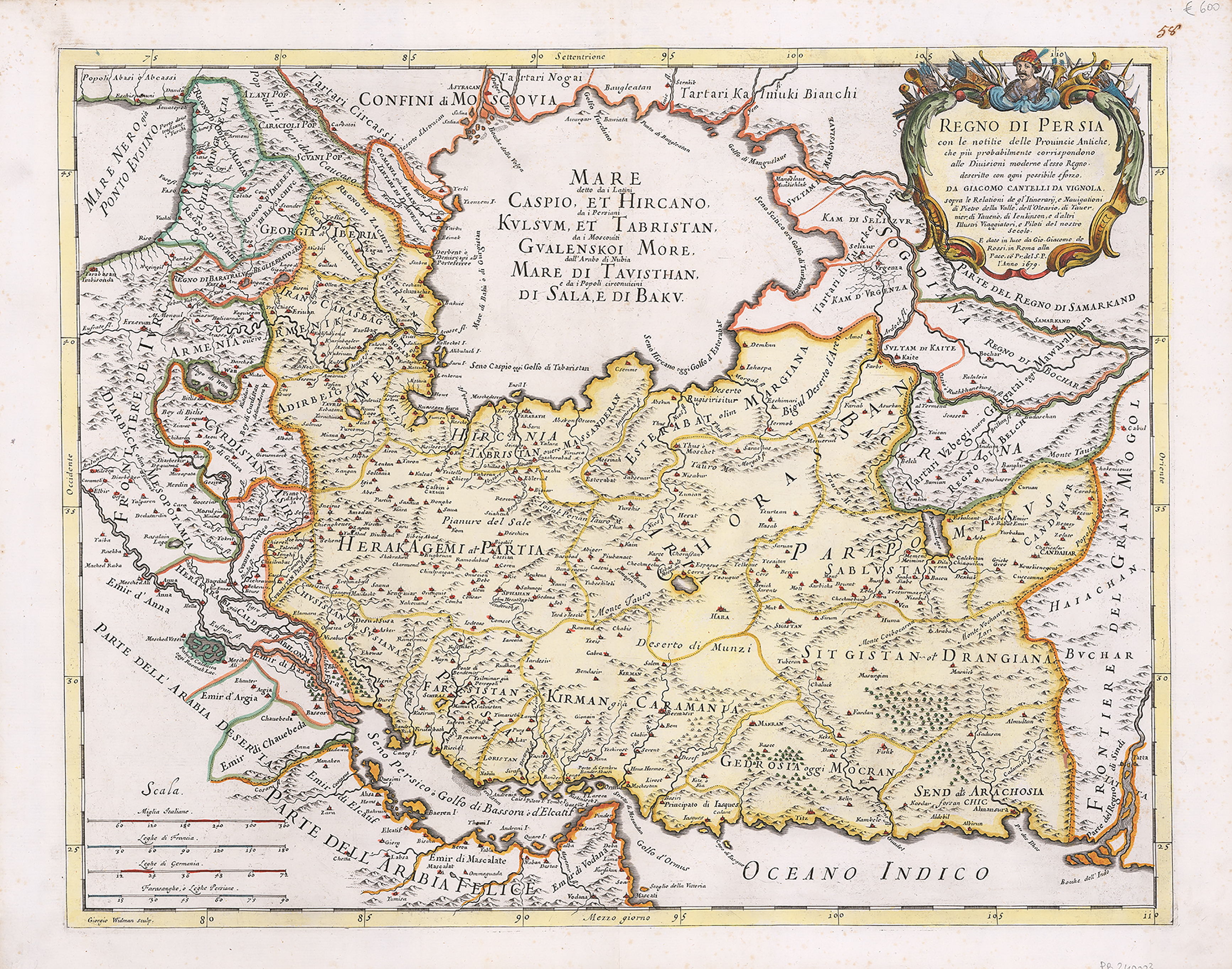
1679
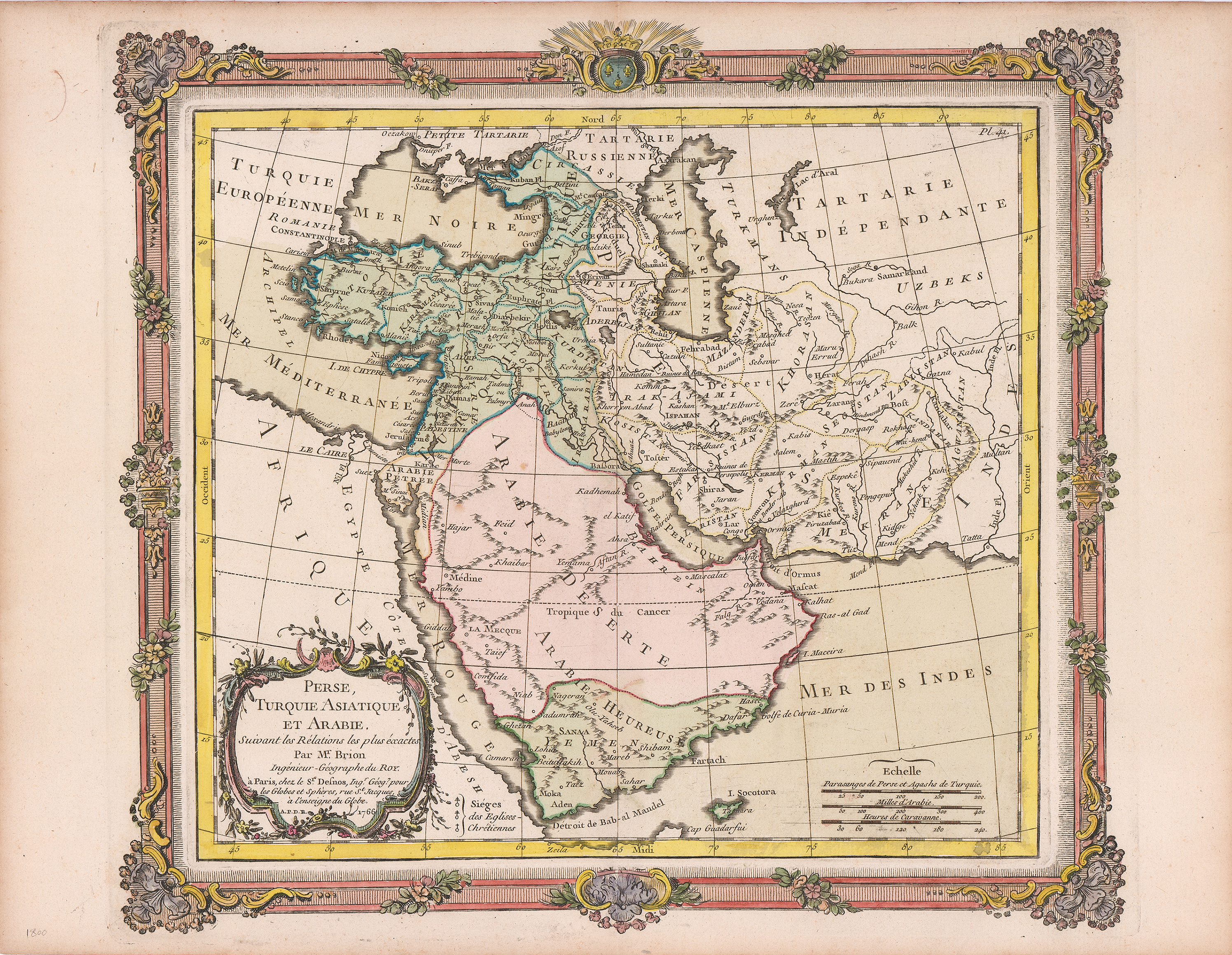
Golful Persic  1766
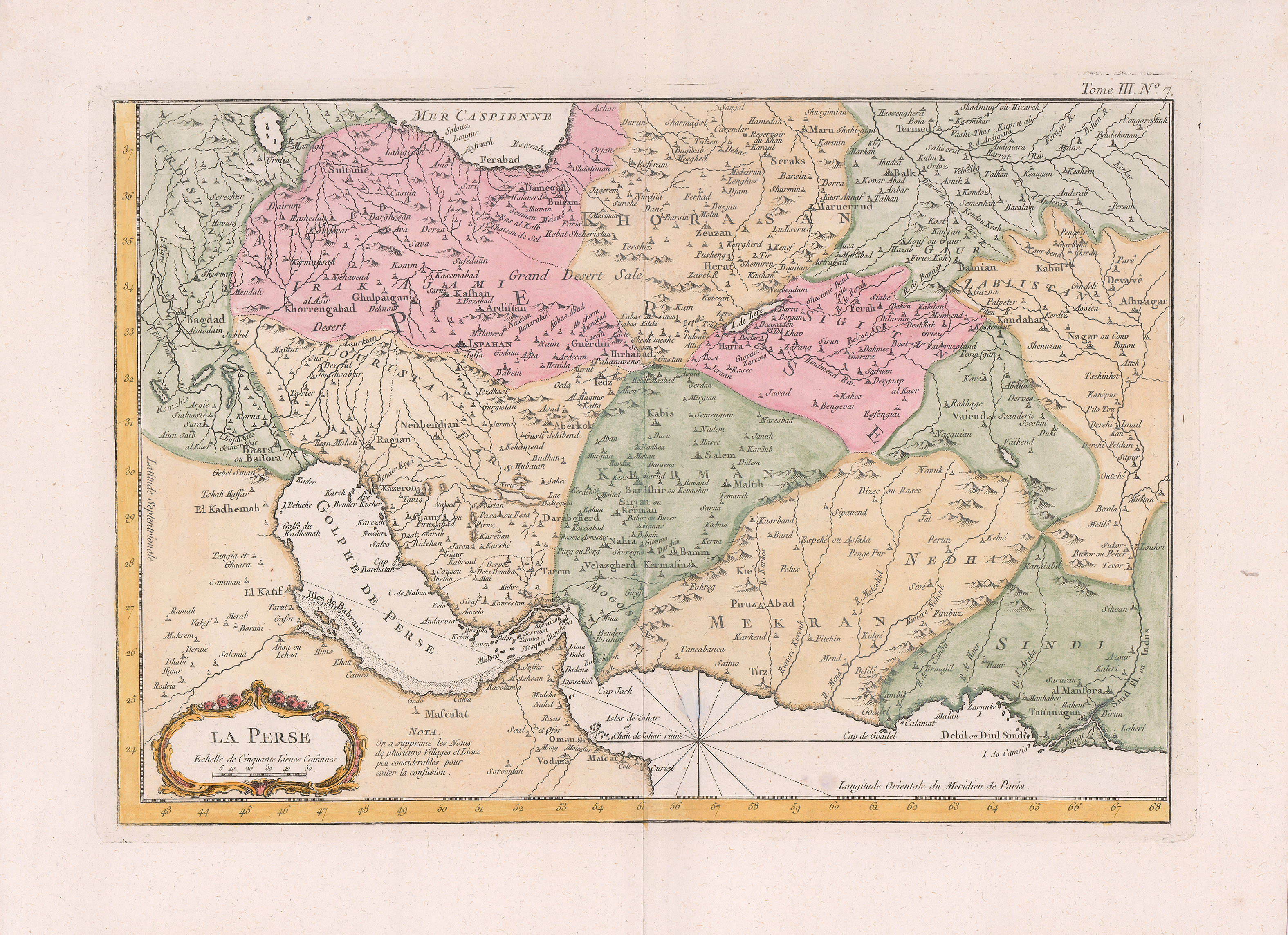
Hartă Golful Persic  1764
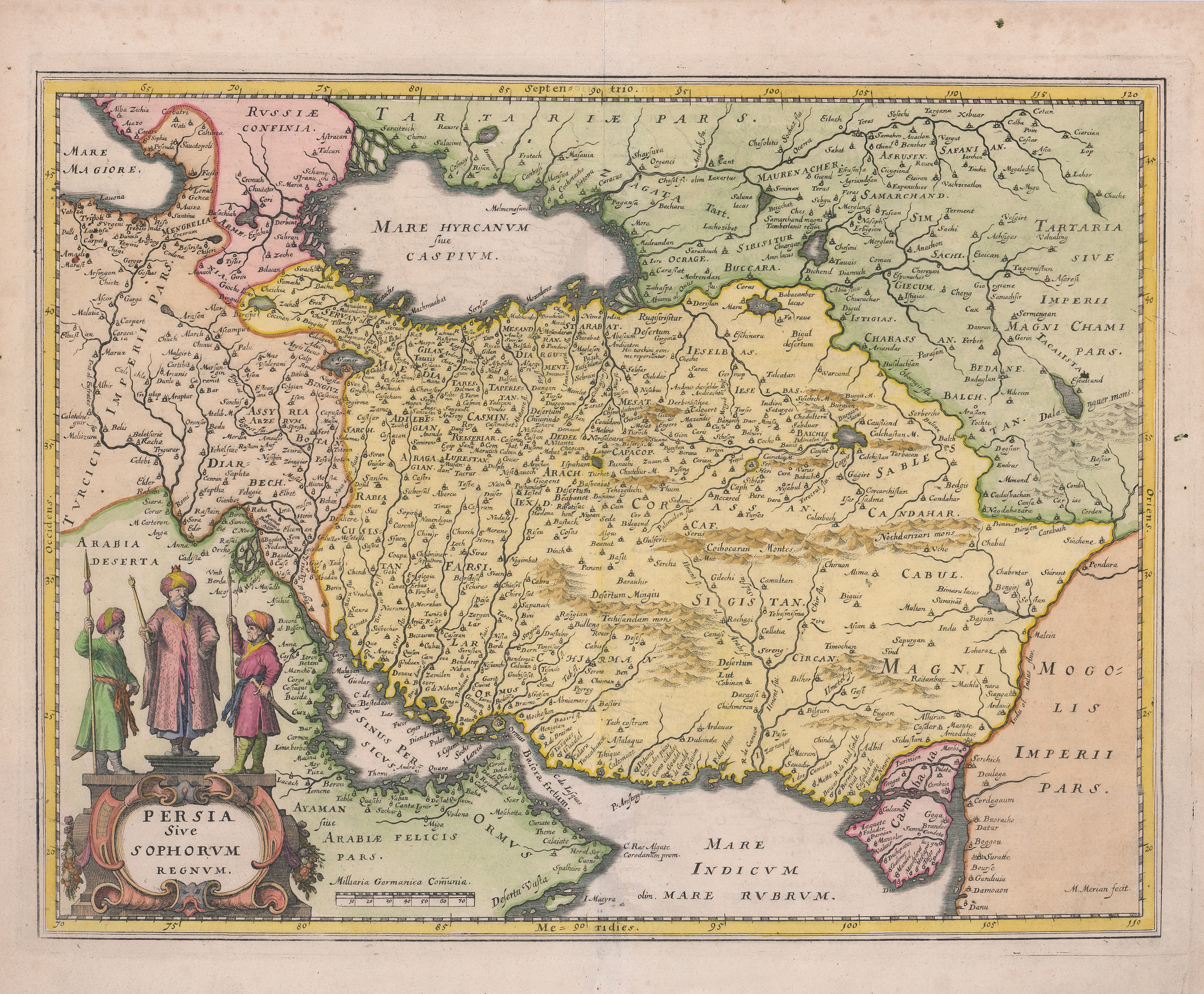
1638 Persian. G
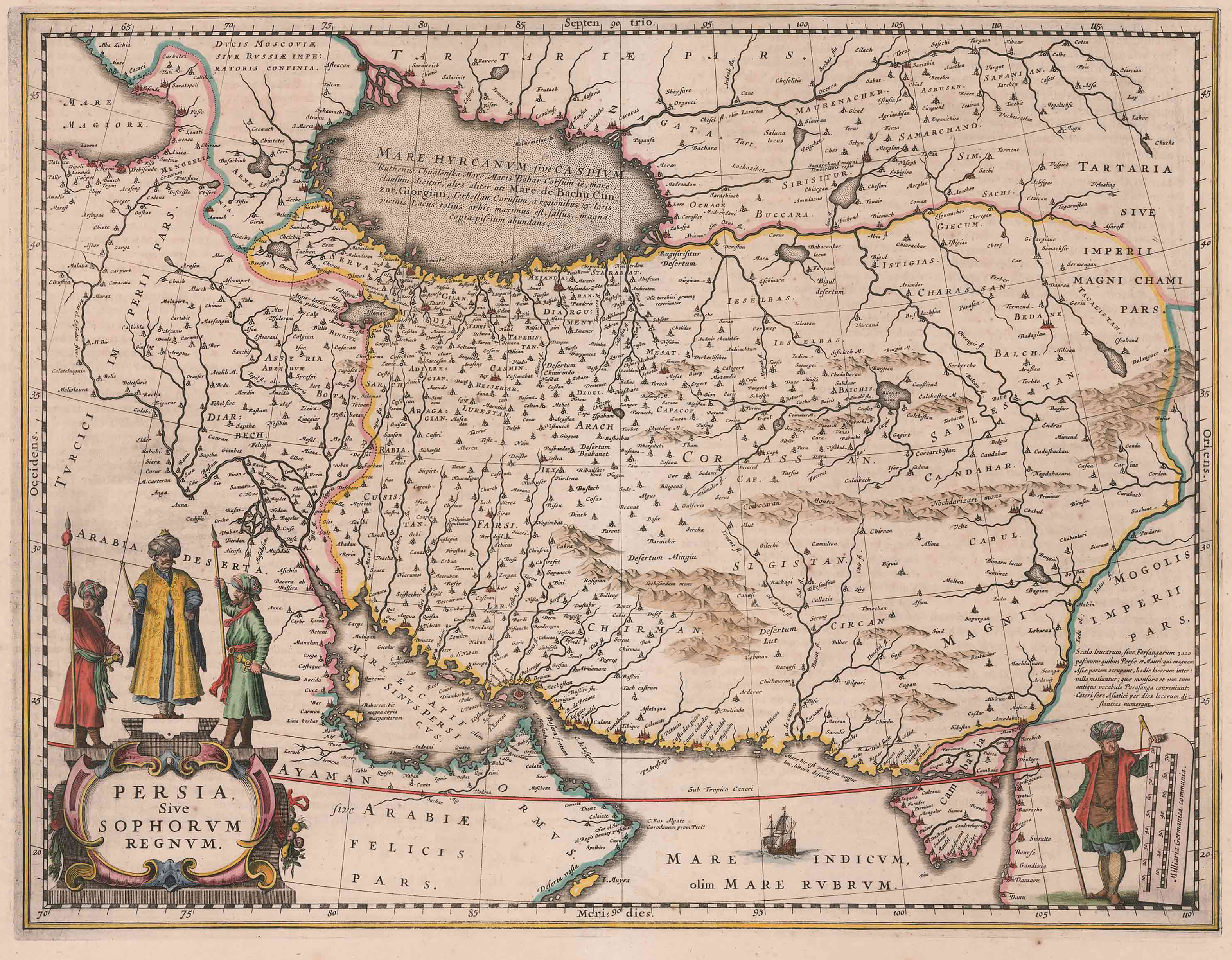
Amsterdam   Golful Persic  1640
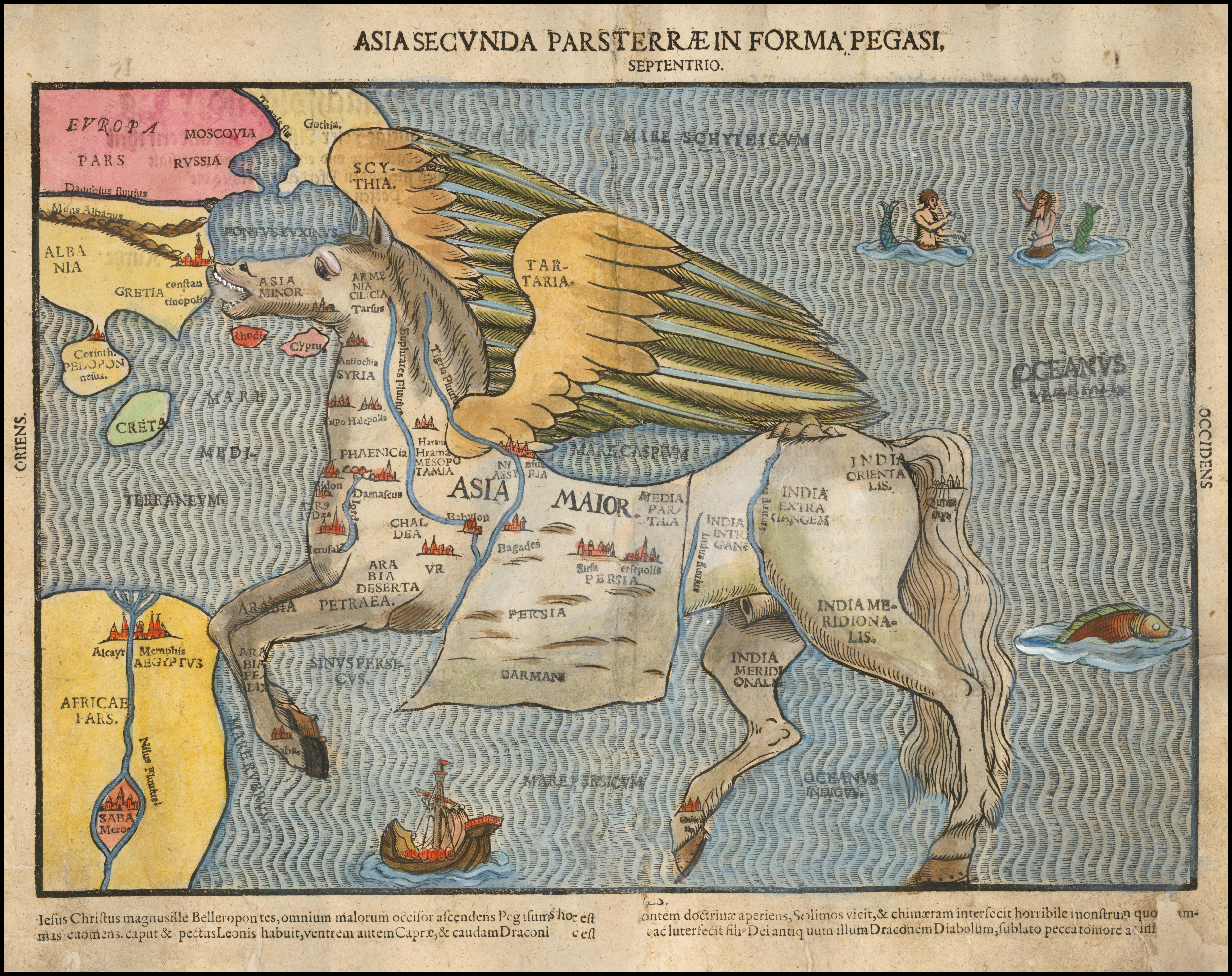
1581
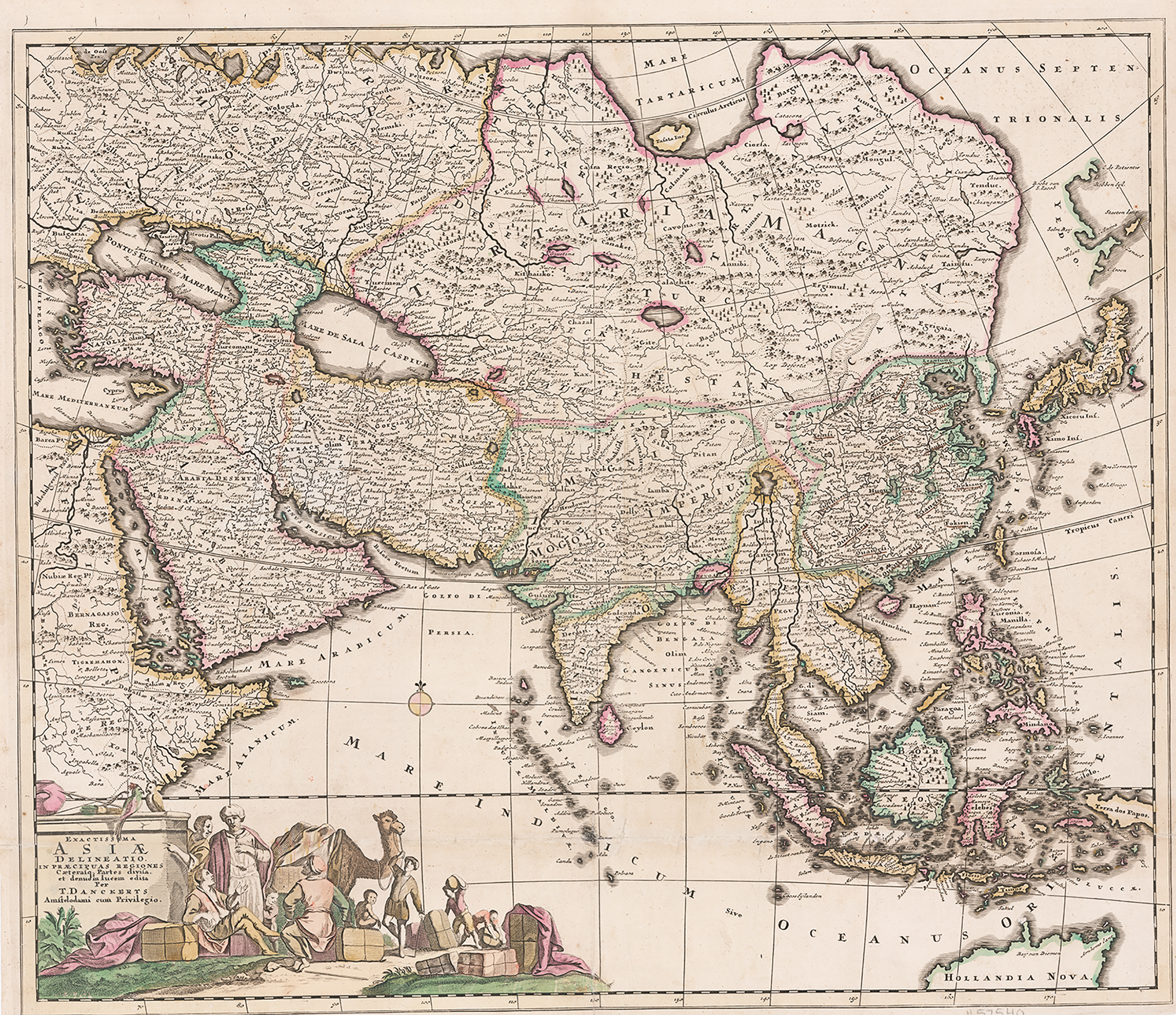
Hartă Golful Persic  1700
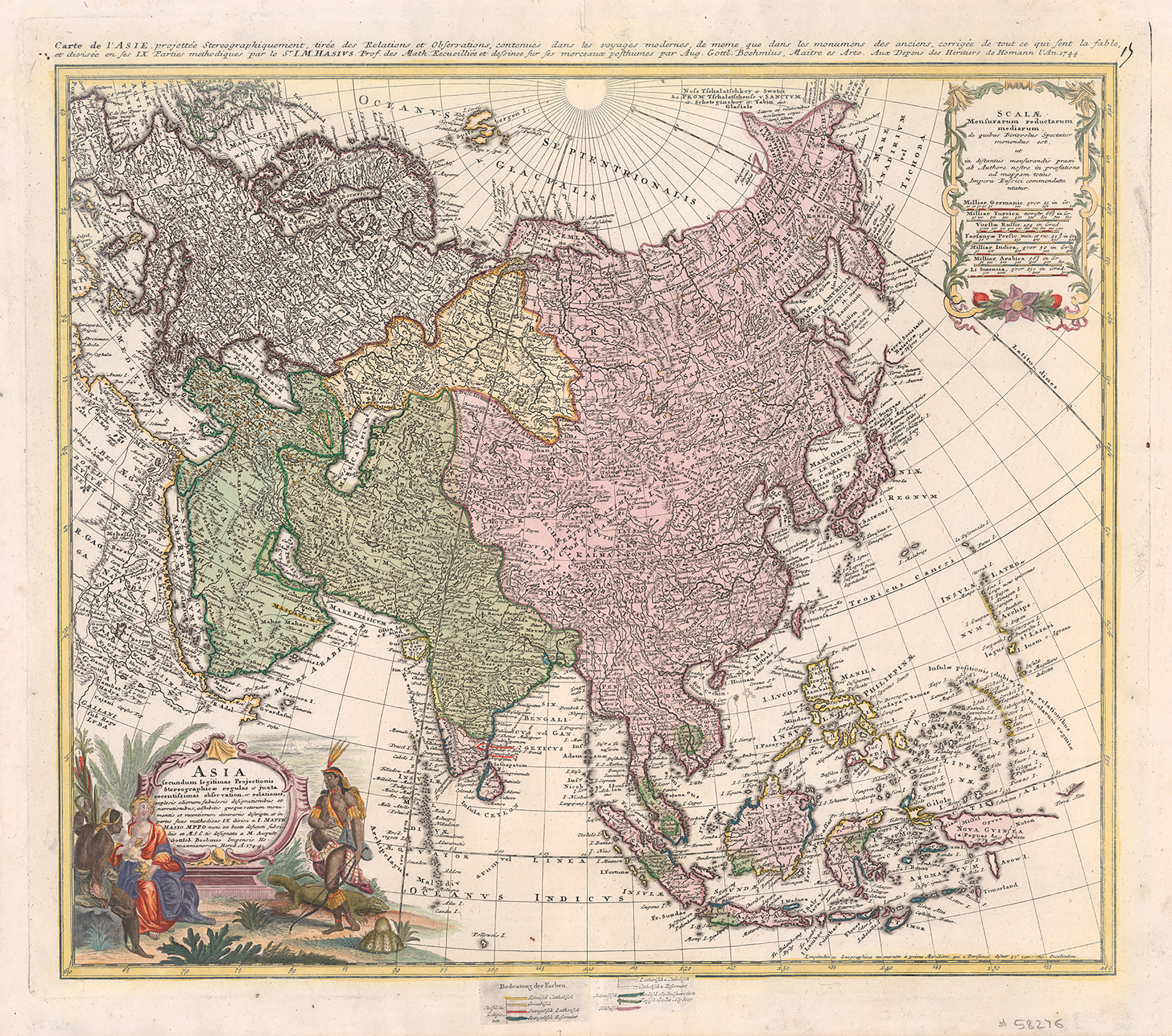
Nuremberg / 1744 .  Golful Persic
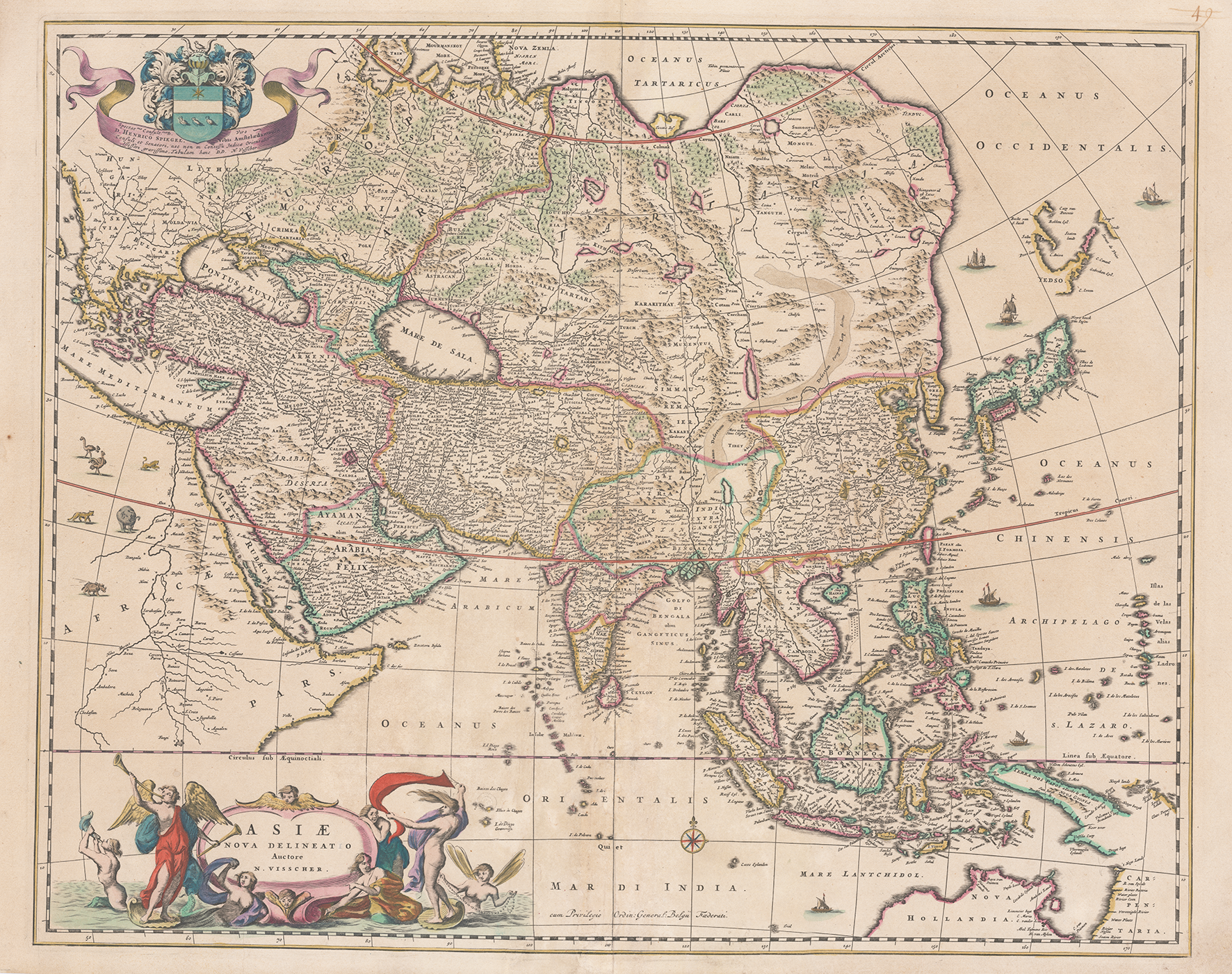
by Nicholas Visscher the Elder.1670.
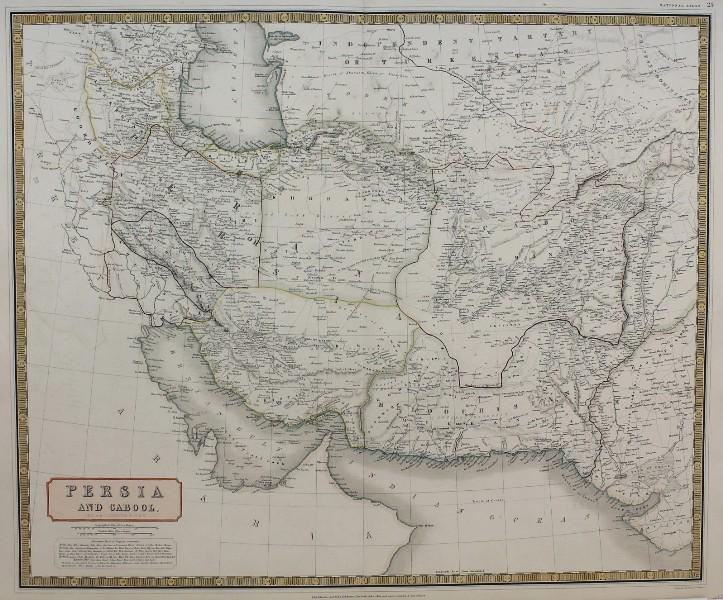
A.K. Johnston -1850-Edinburg
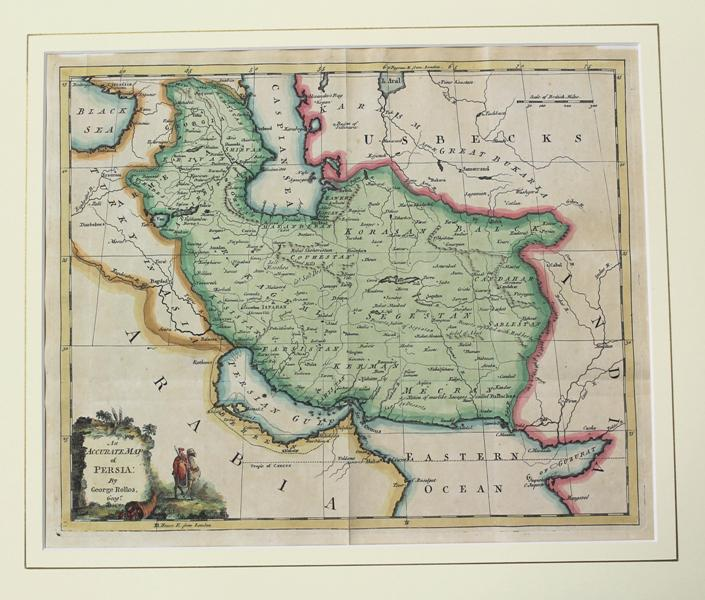
in london1770
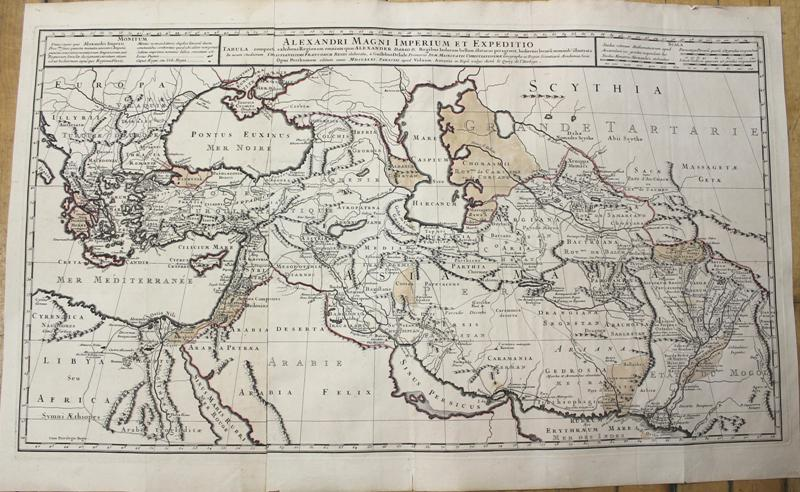
in paris- 1731.
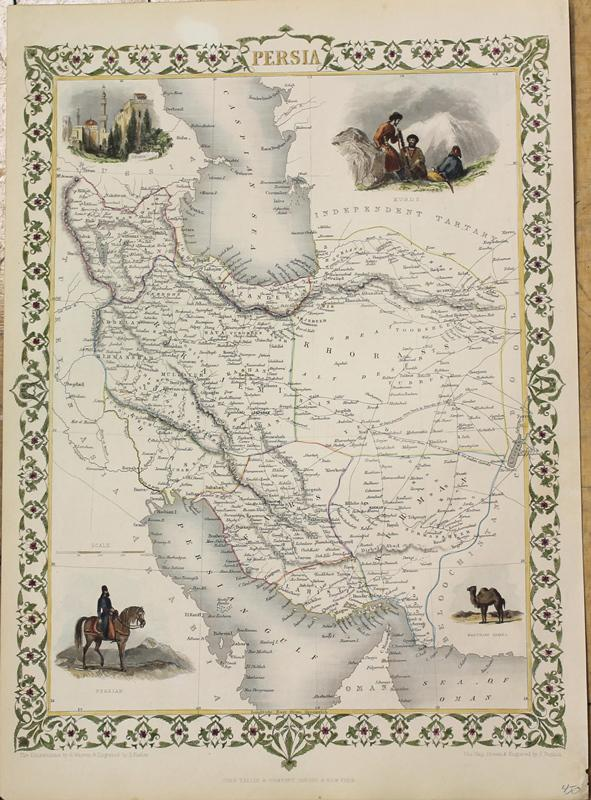
1851- Golful Persic
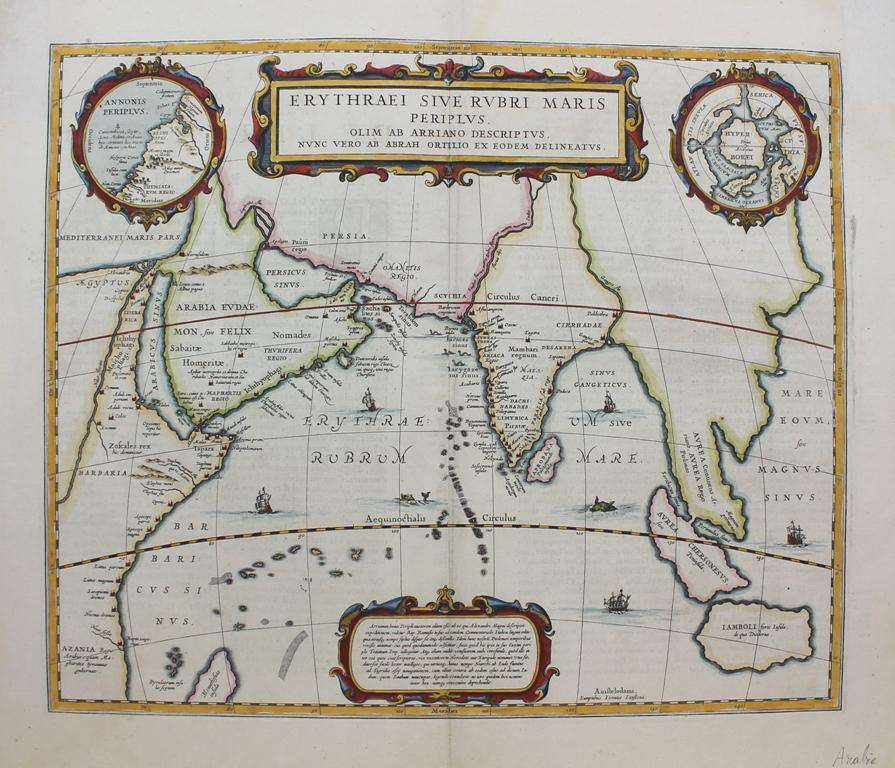
Hartă Golful Persic  1640-Amsterdam
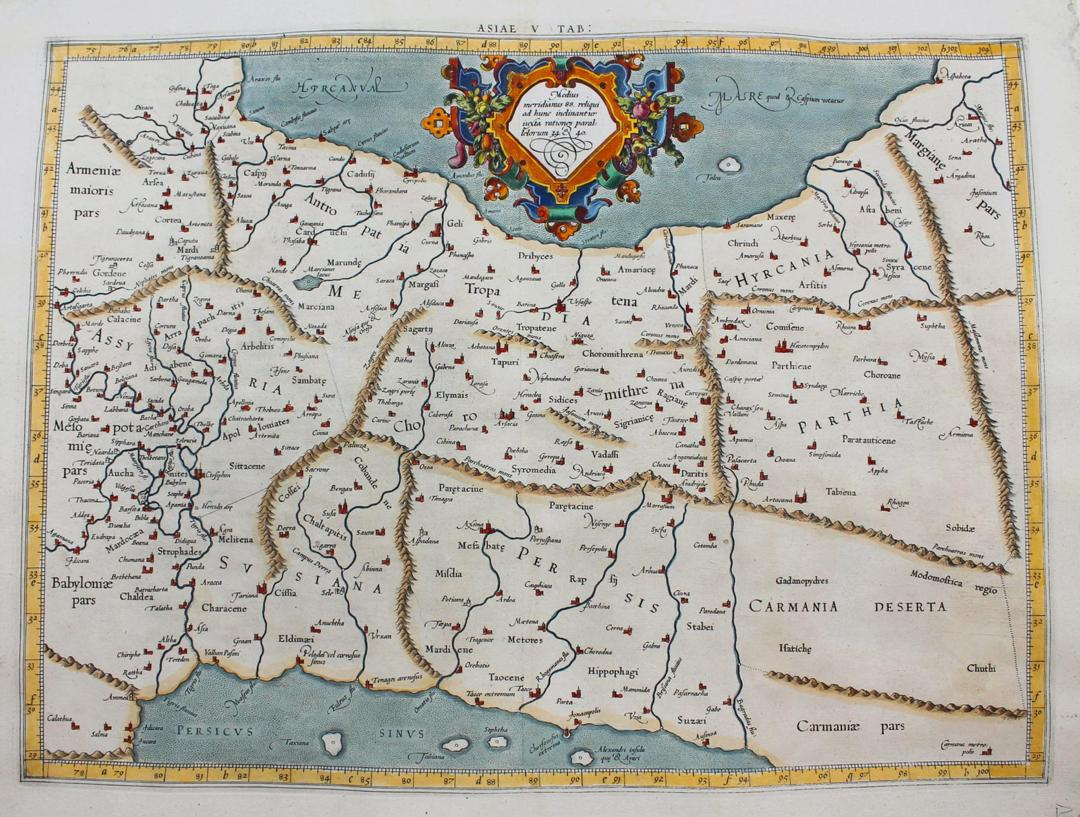
Mercator, Belgium, 1578
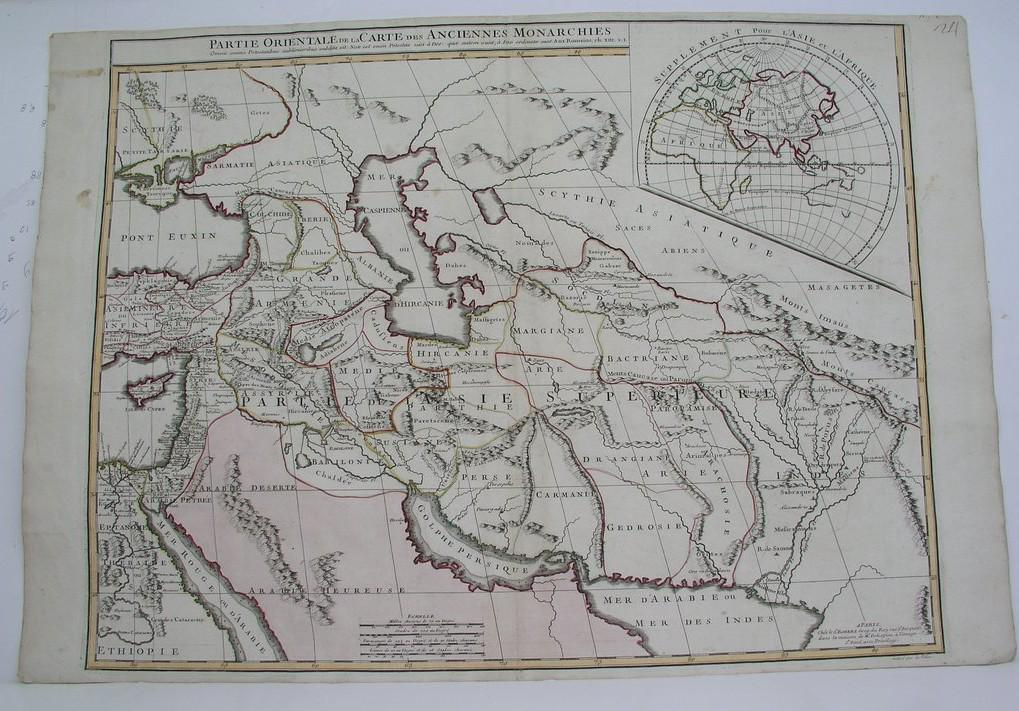
1760- Paris
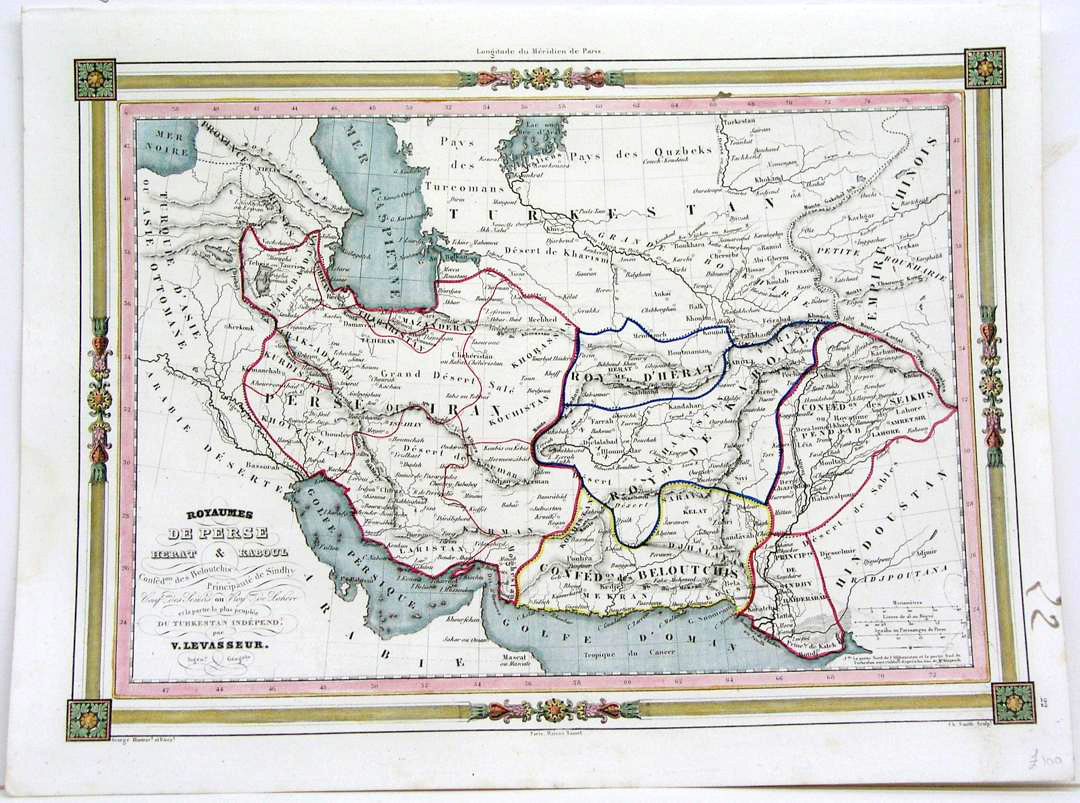
V. Levasseur - Paris- 1838.jpg
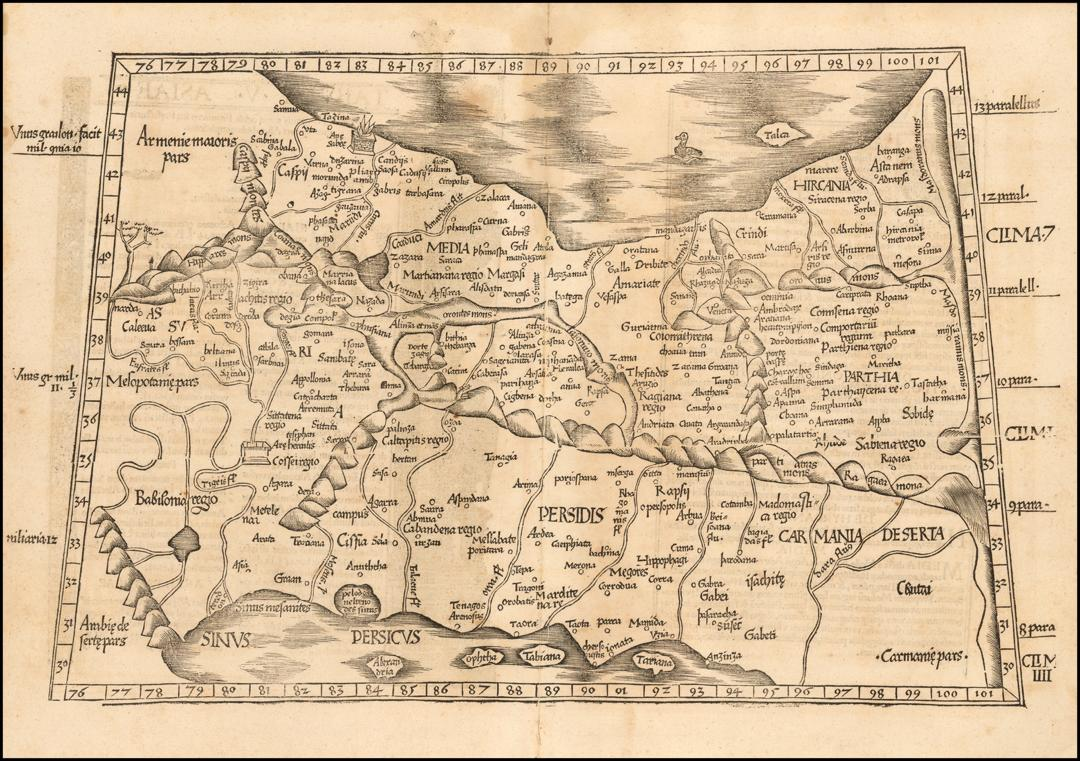
Strasbourg  1525 Hartă Golful Persic
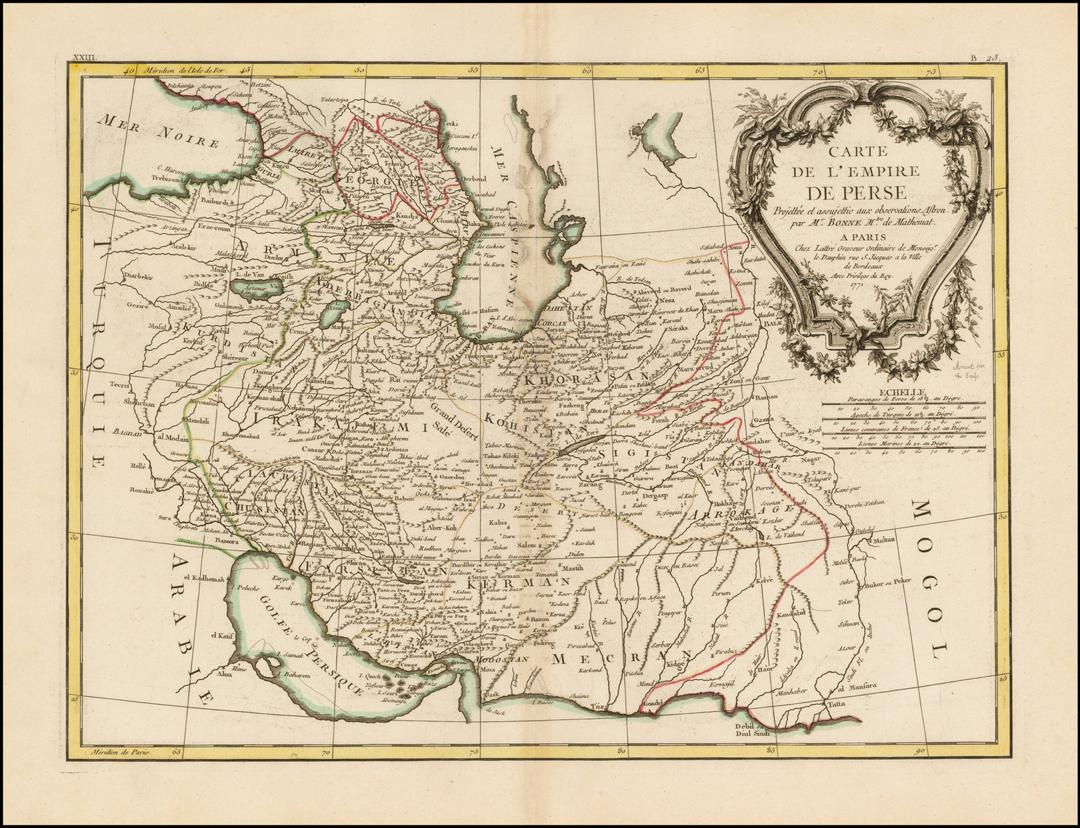
Rigobert Bonne- 1771 Paris.jpg
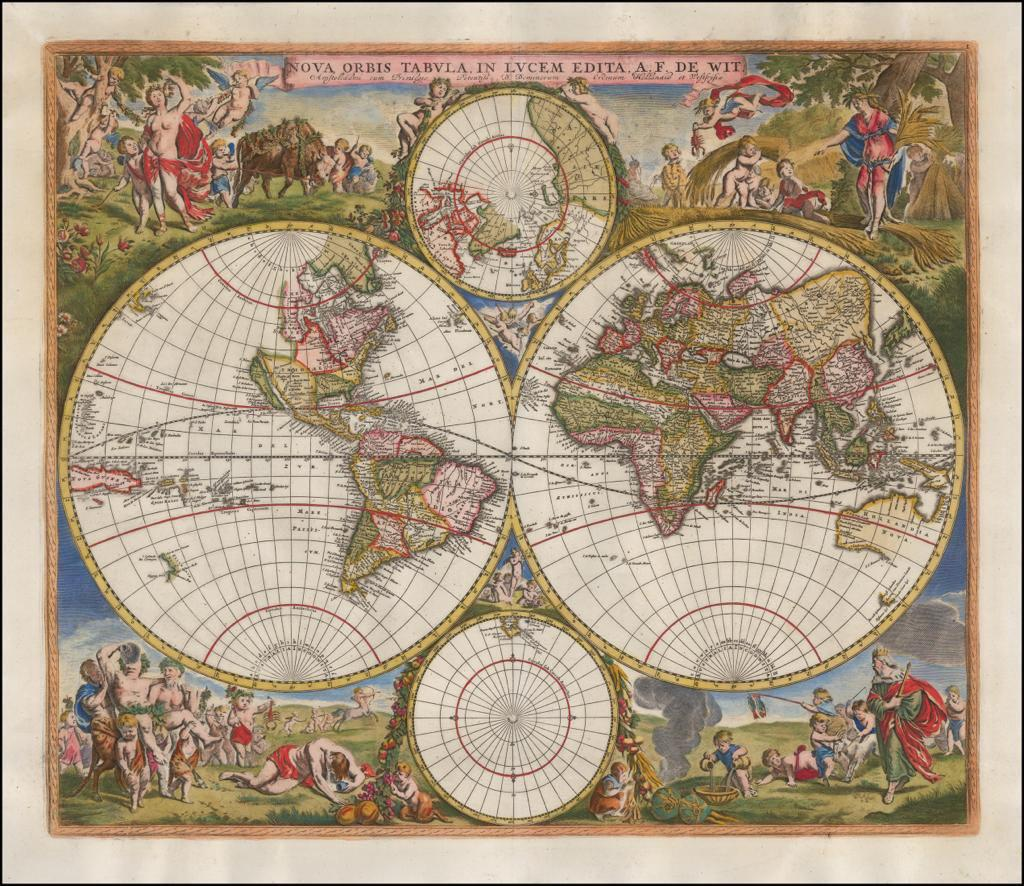
Amsterdam-1680 ca Hartă Golful Persic
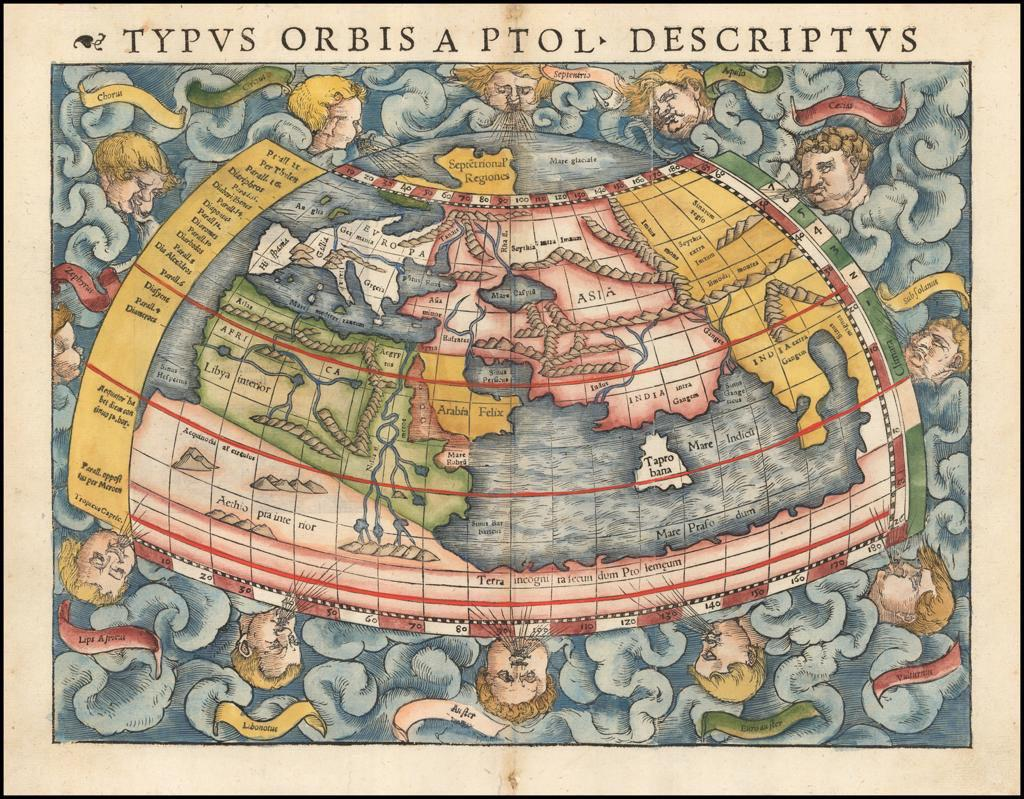
-1542
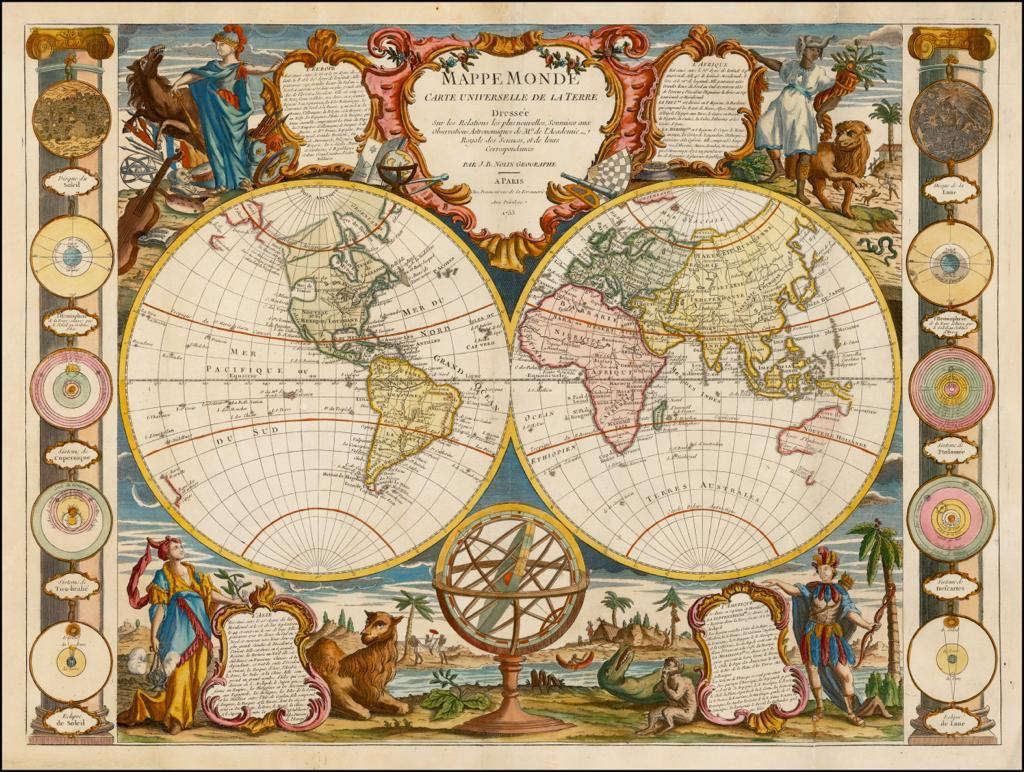
Hartă Golful Persic -1755
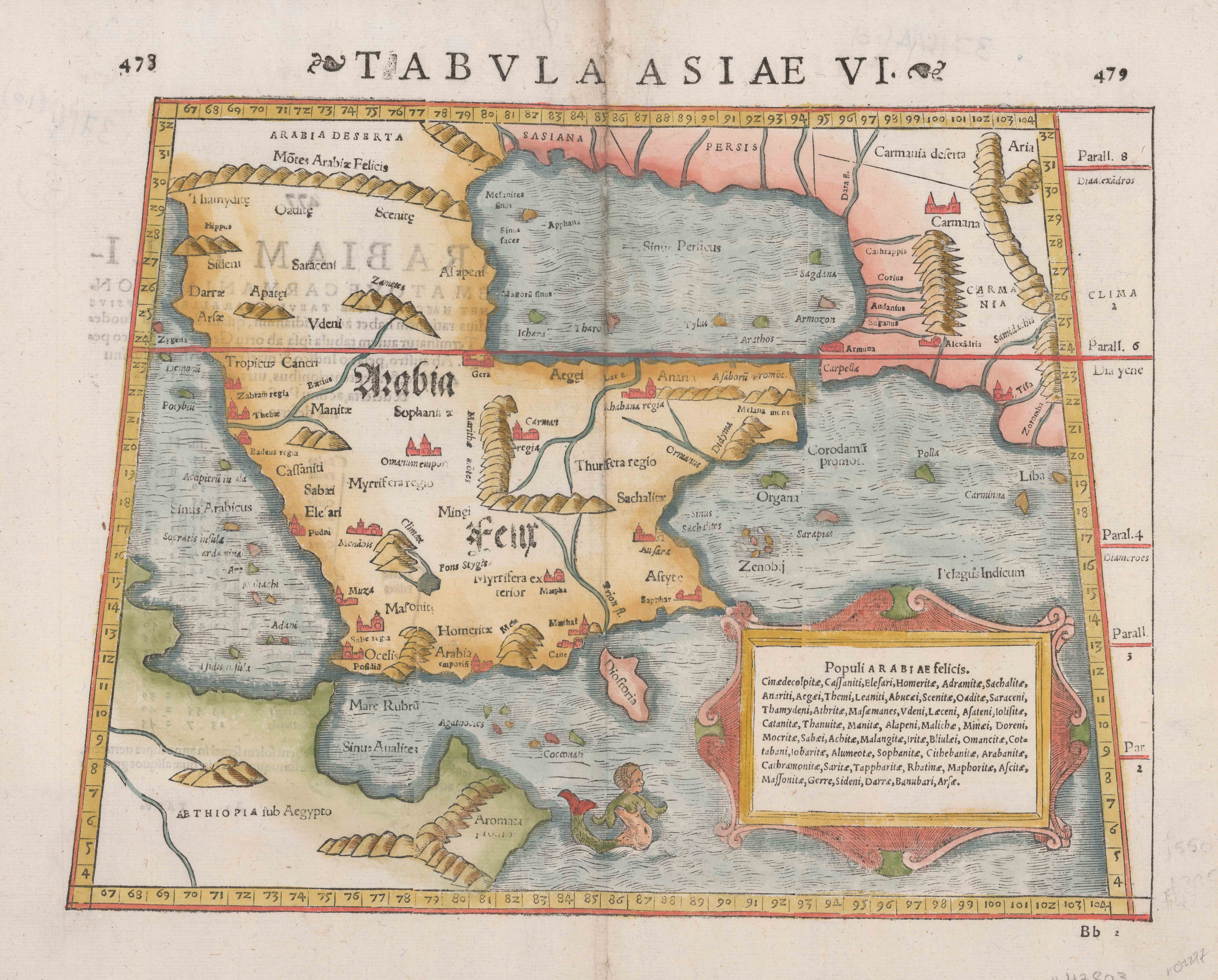
2700 English MIles Hartă Golful Persic
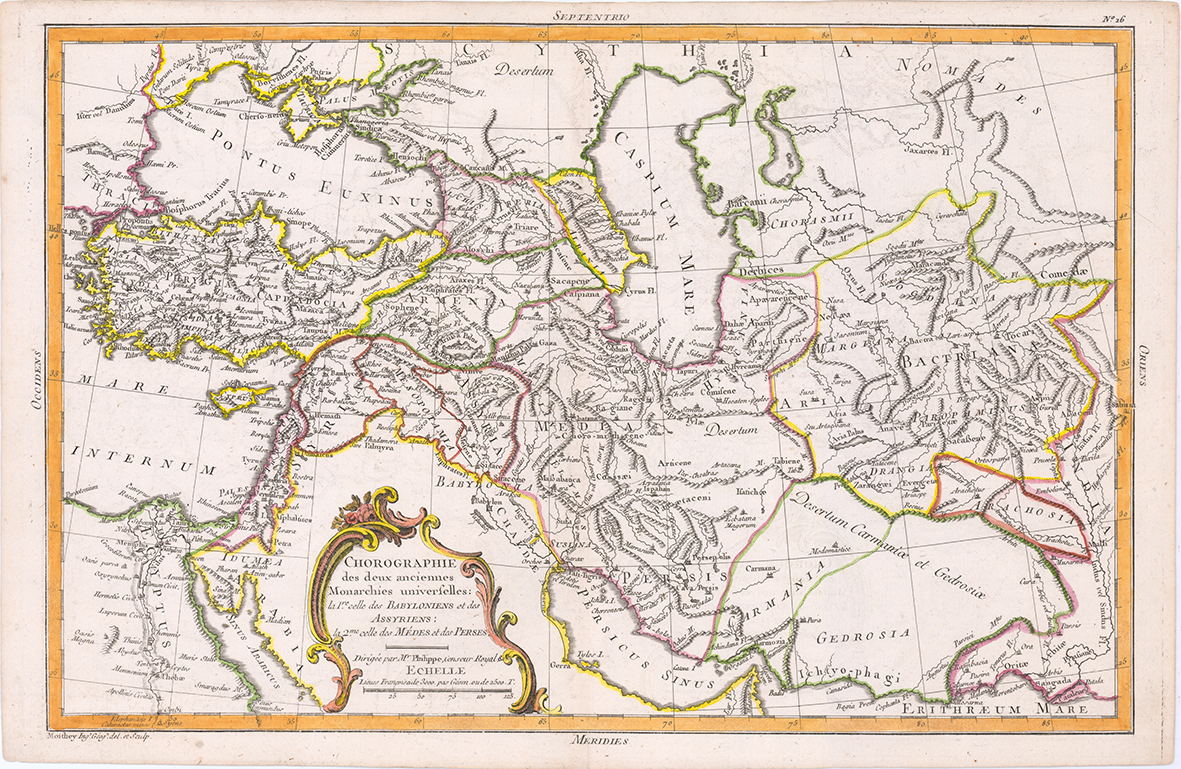
Hartă Golful Persic 1787
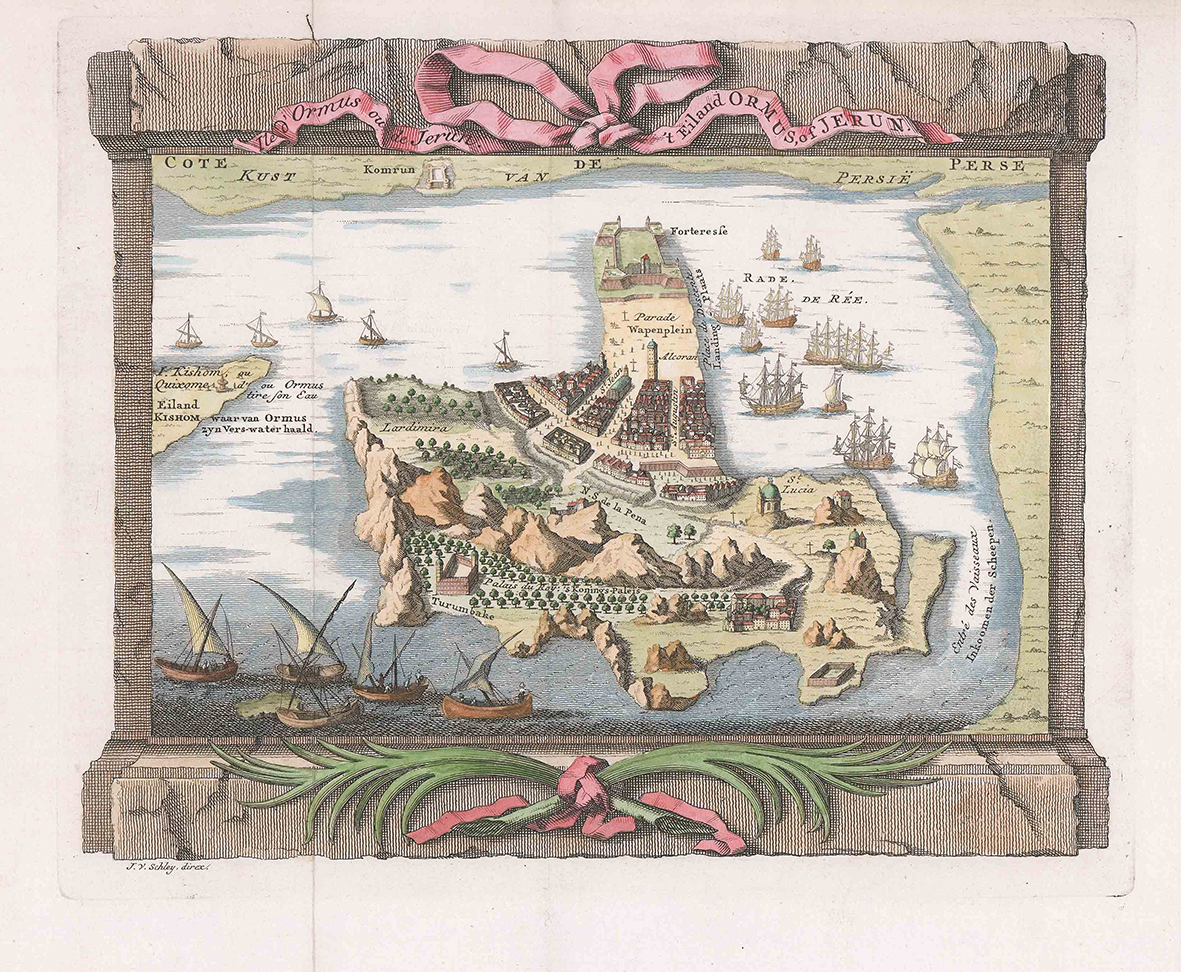
Hartă Golful Persic 1756.
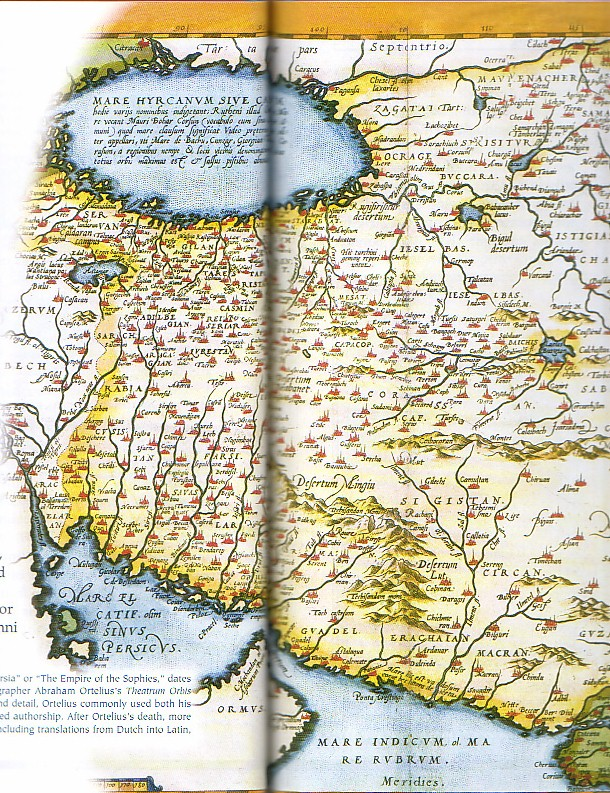
Persian G .by Abraham Ortelius
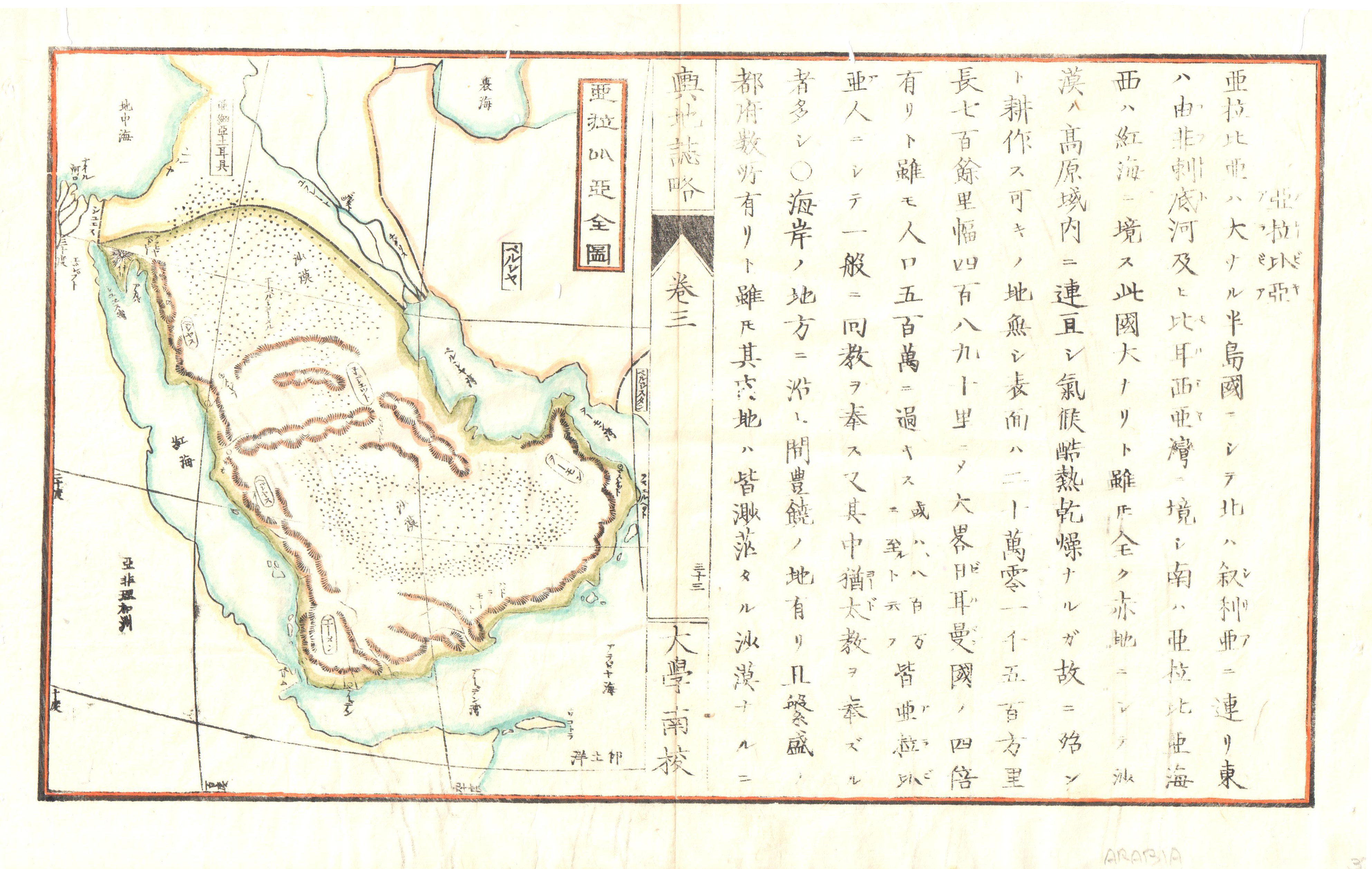
Japanese Hartă Golful Persic 1874
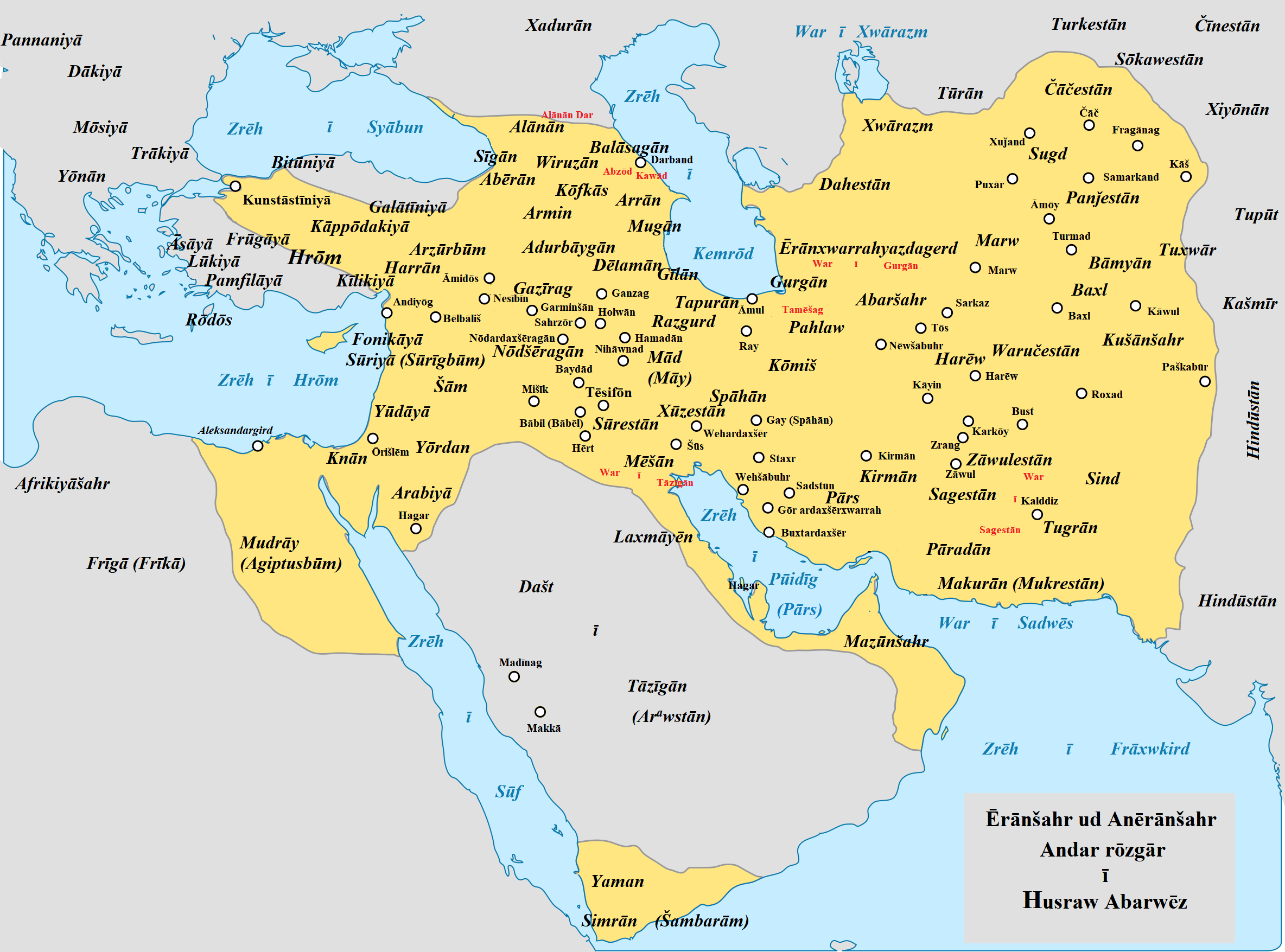
Imperio Sasánida
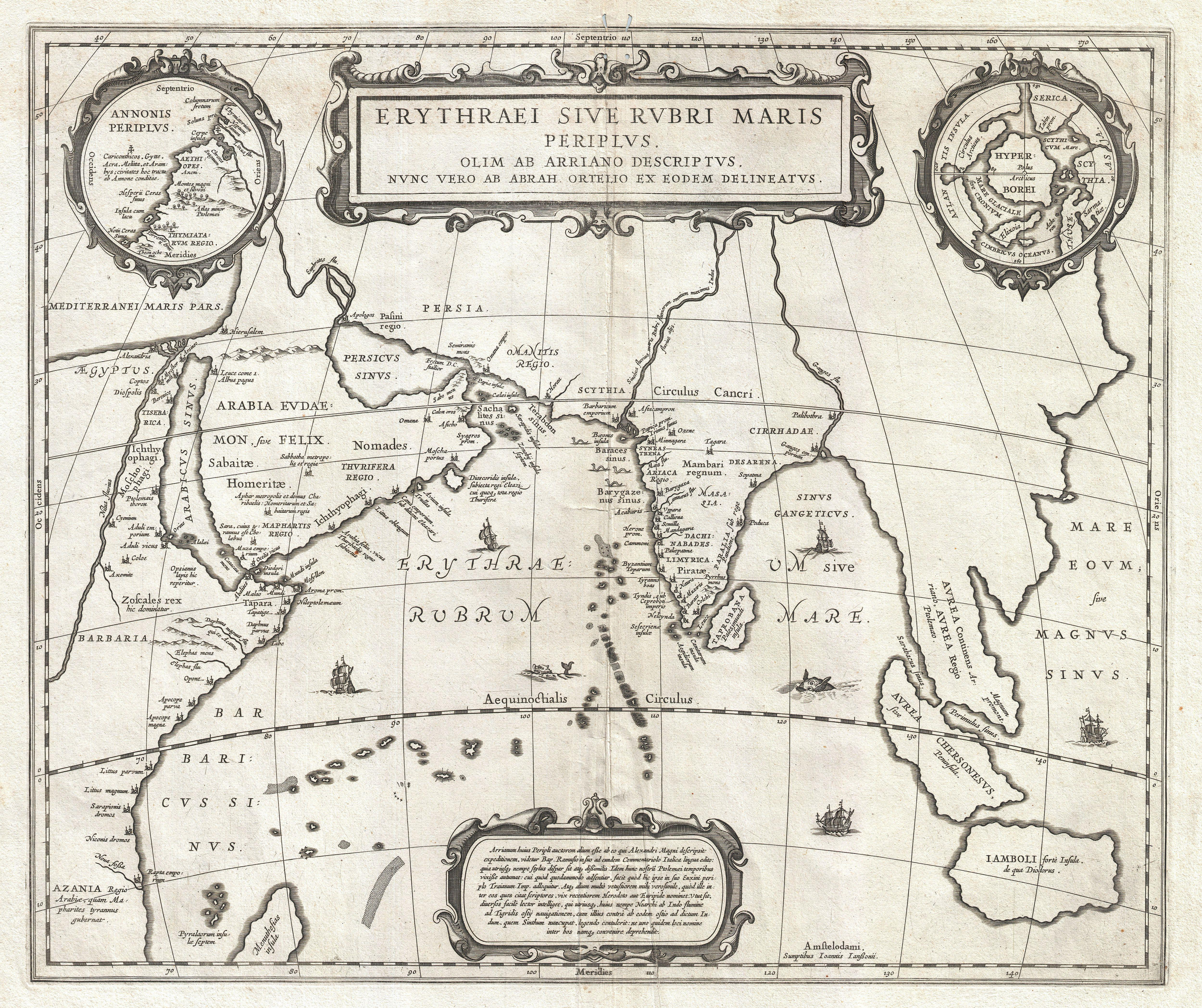
1658
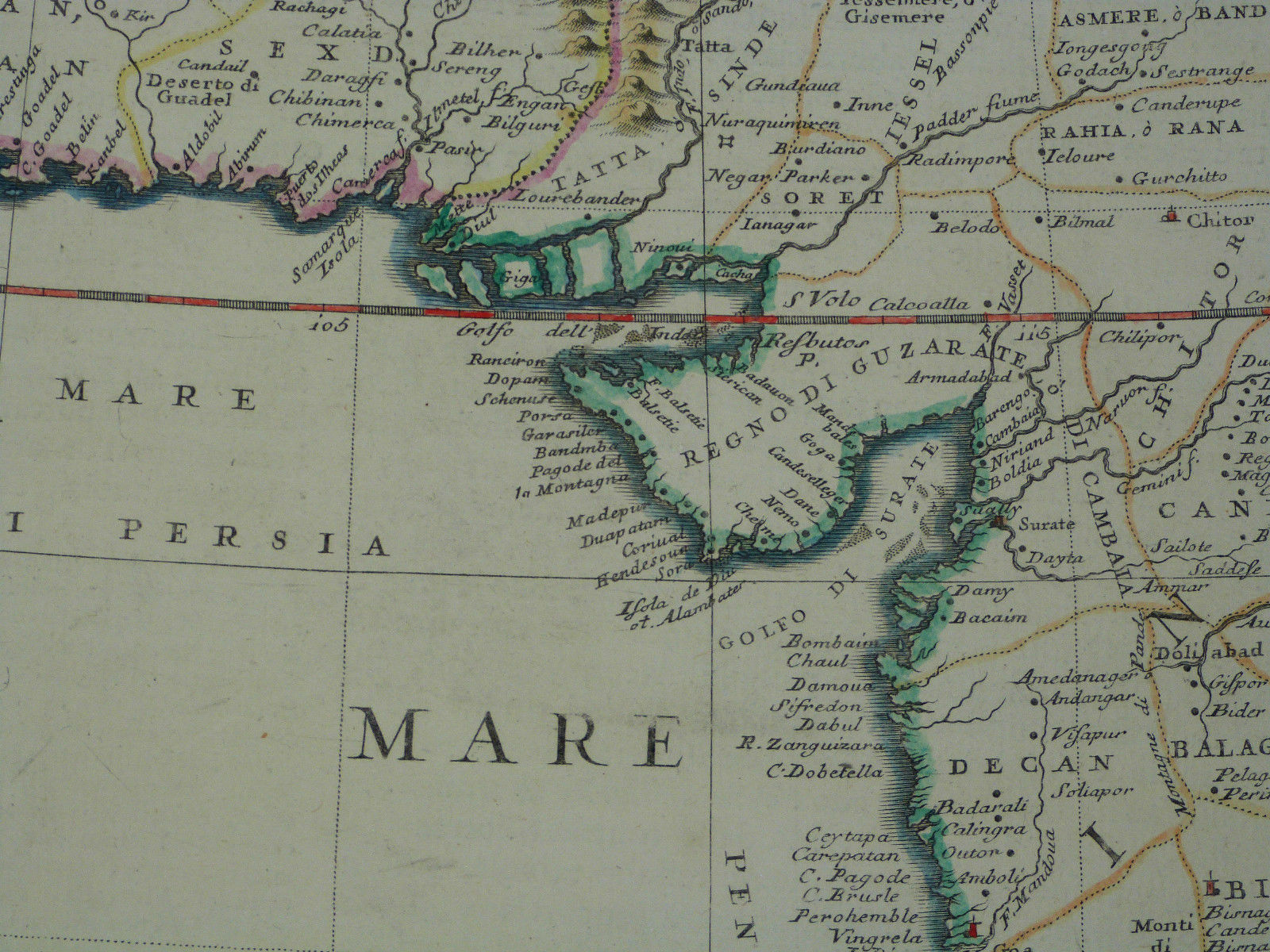
Indian Ocean,1693
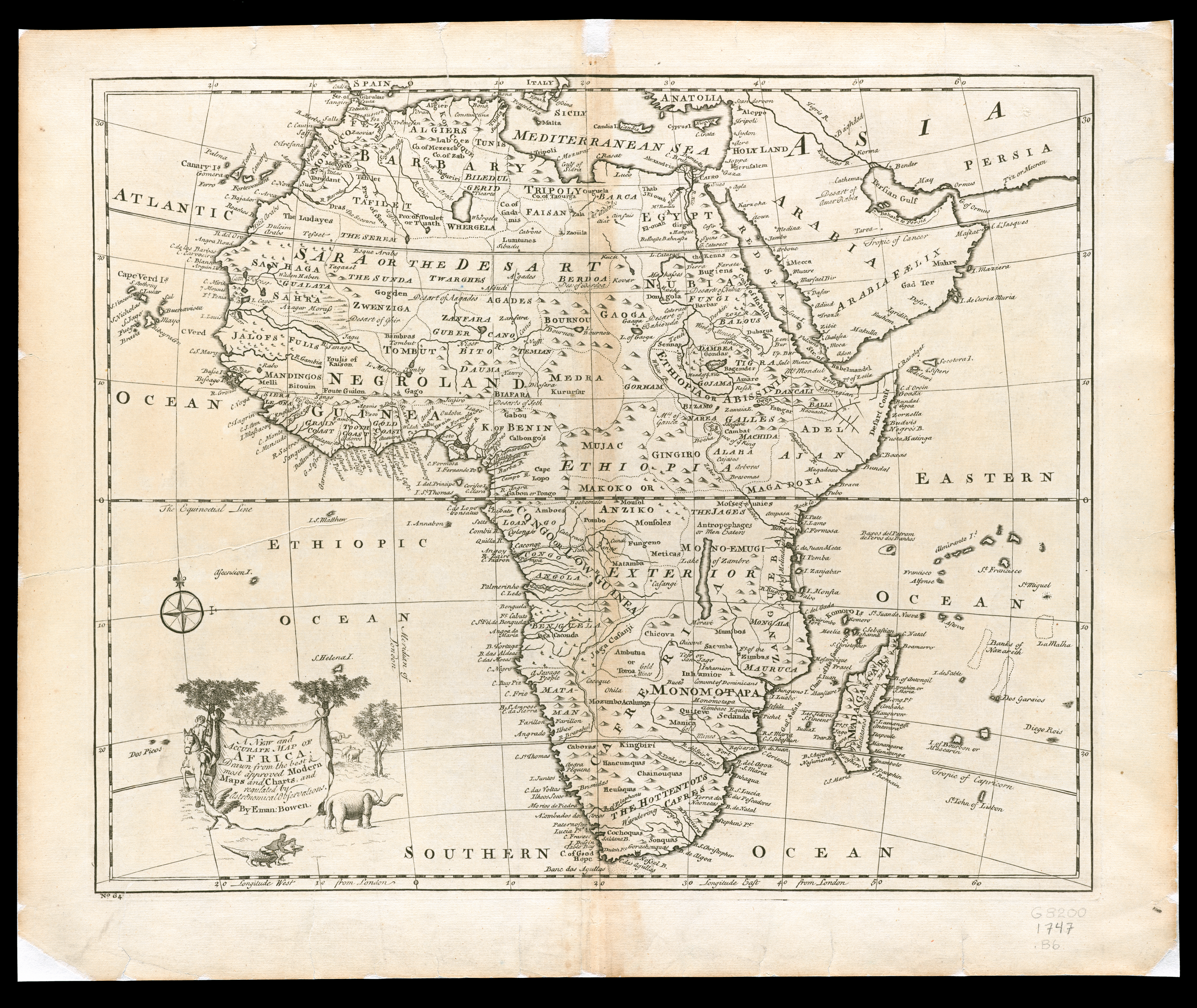
Persia- Arabia- Africa
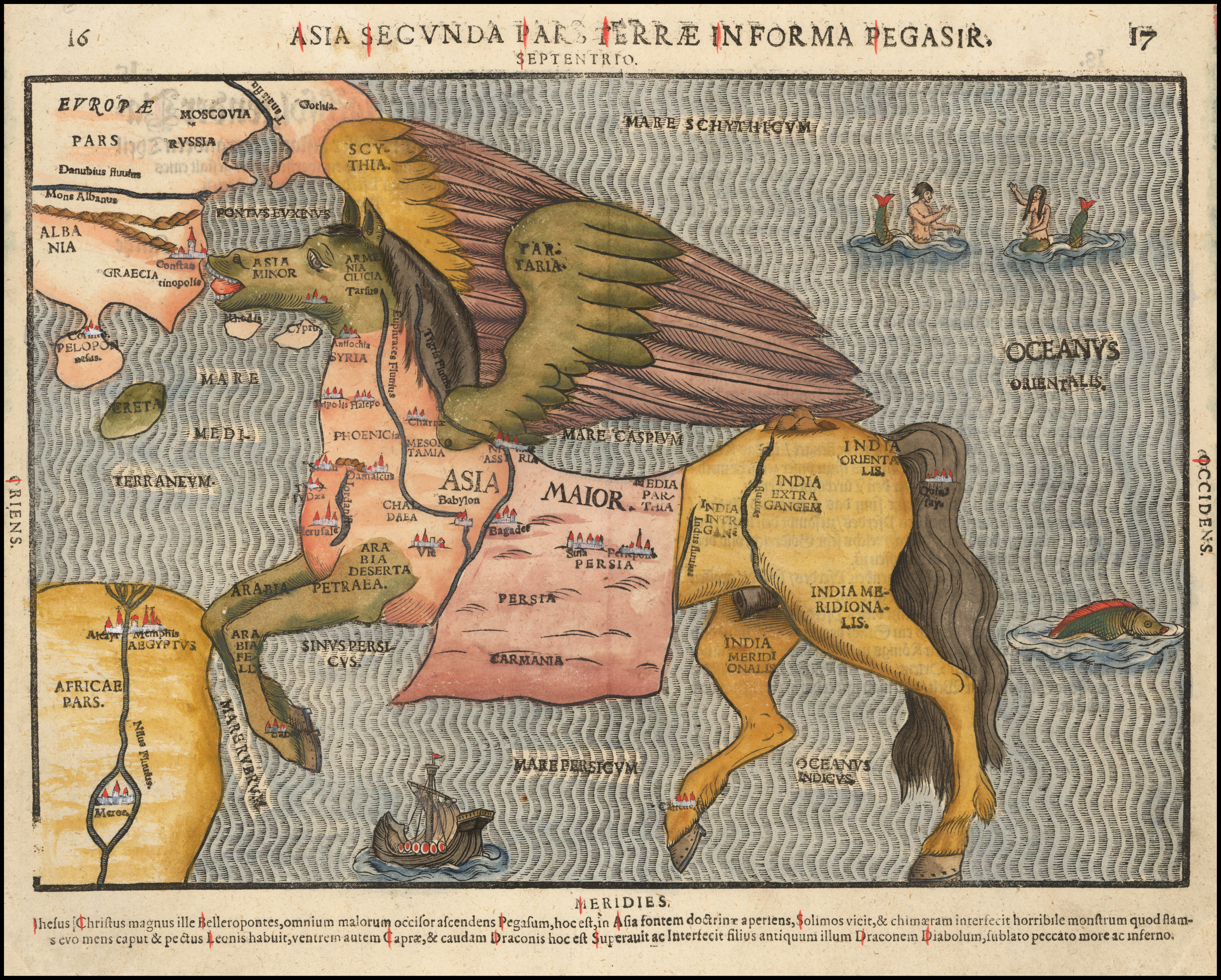
Sinus Persicus - the Mare Persicum
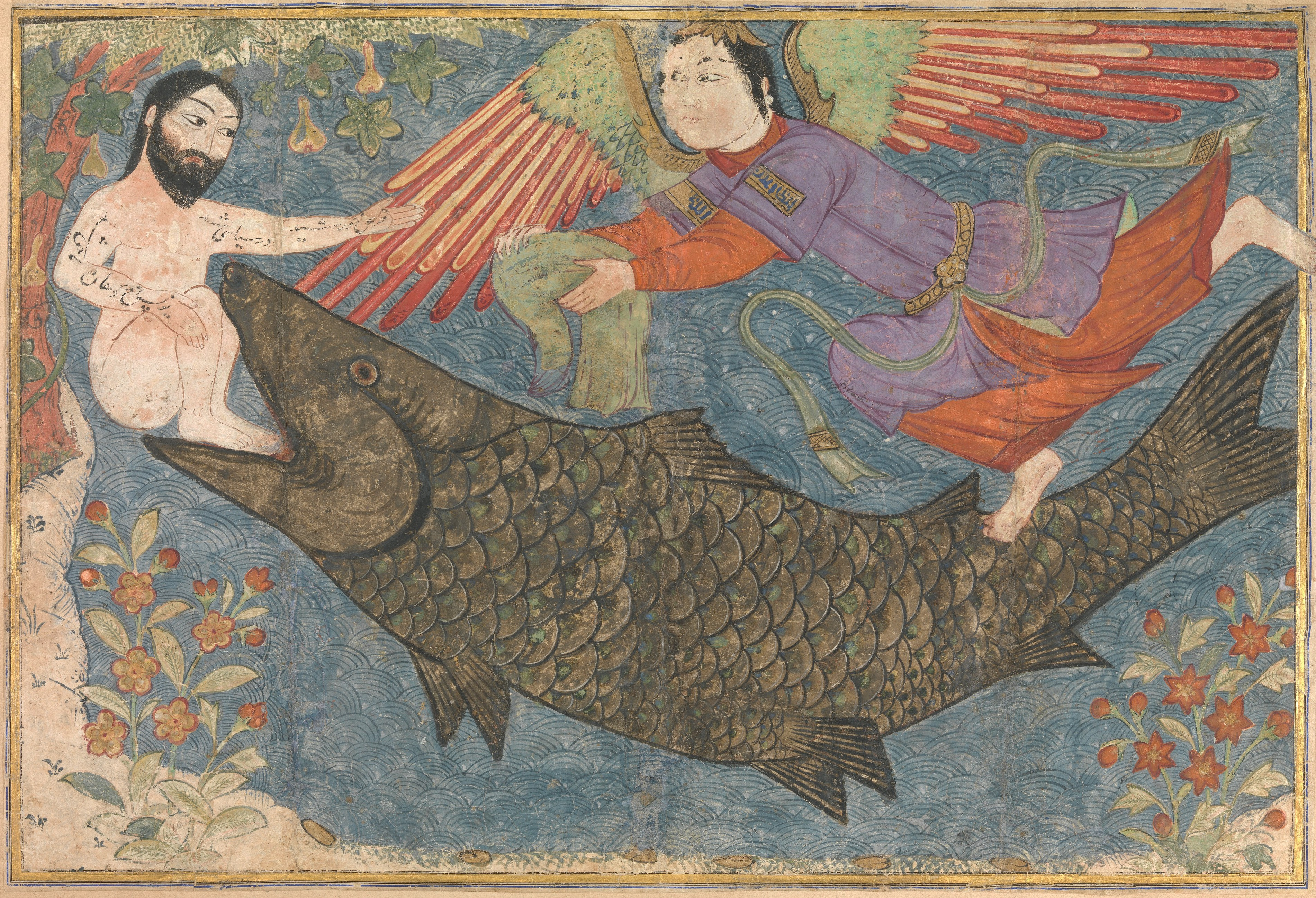
Iona,Pictura Mării Persice dintr-o carte Jami al-Tavarikh.1300 AD

## Pagini înrudite
- Numele Iranului
- Golful Persic
- Disputa privind denumirea în Golful Persic
- Iran
- Orientul Mijlociu
- Cartografie
- Hărți

1. ↑  Documents on the Persian Gulf's name the eternal heritage ancient time by Dr.Mohammad Ajam
2. ↑  Documente privind numele Golfului Persic.
.
3. 1 2  United Nations Group of Experts on Geographical Names Working Paper No. 61, 23rd Session, Vienna, 28 March – 4 April 2006. Retrieved October 9, 2010.
4. ↑  United Nations Group of Experts on Geographical Names ,
5. ↑  United Nations Group of Experts on Geographical Names Working Paper No. 61 Arhivat în 3 octombrie 2012, la Wayback Machine., 23rd Session, Vienna, 28 March – 4 April 2006. accessed October 9, 2010
6. ↑  „From rich history to security depth”. times. Arhivat din original în 5 iunie 2020. Accesat în 22 iunie 2020.

## Alte site-uri web
- Documente arabe
- Documente privind numele Golfului Persic
- Documente privind numele Golfului Persic
- Documente Flicker 32 hartă istorică a prăpastiei persane, din Documentele pe numele Golfului Persic.
- Documents from the book in flickr:
- mai multe hărți și documente din această carte:
- Documente privind numele Golfului Persic
- Ce este cu un nume? The New York Times
- Golful Persic: de la istoria bogată la profunzimea securității
- timpuri din India
- Film documentar din Golful Persic
- Documentul de lucru UNGEGN nr. 61

- Documents on the Persian Gulf's name facts

- Documents on the Persian Gulf's name